# Orgellandschaft Oberbayern

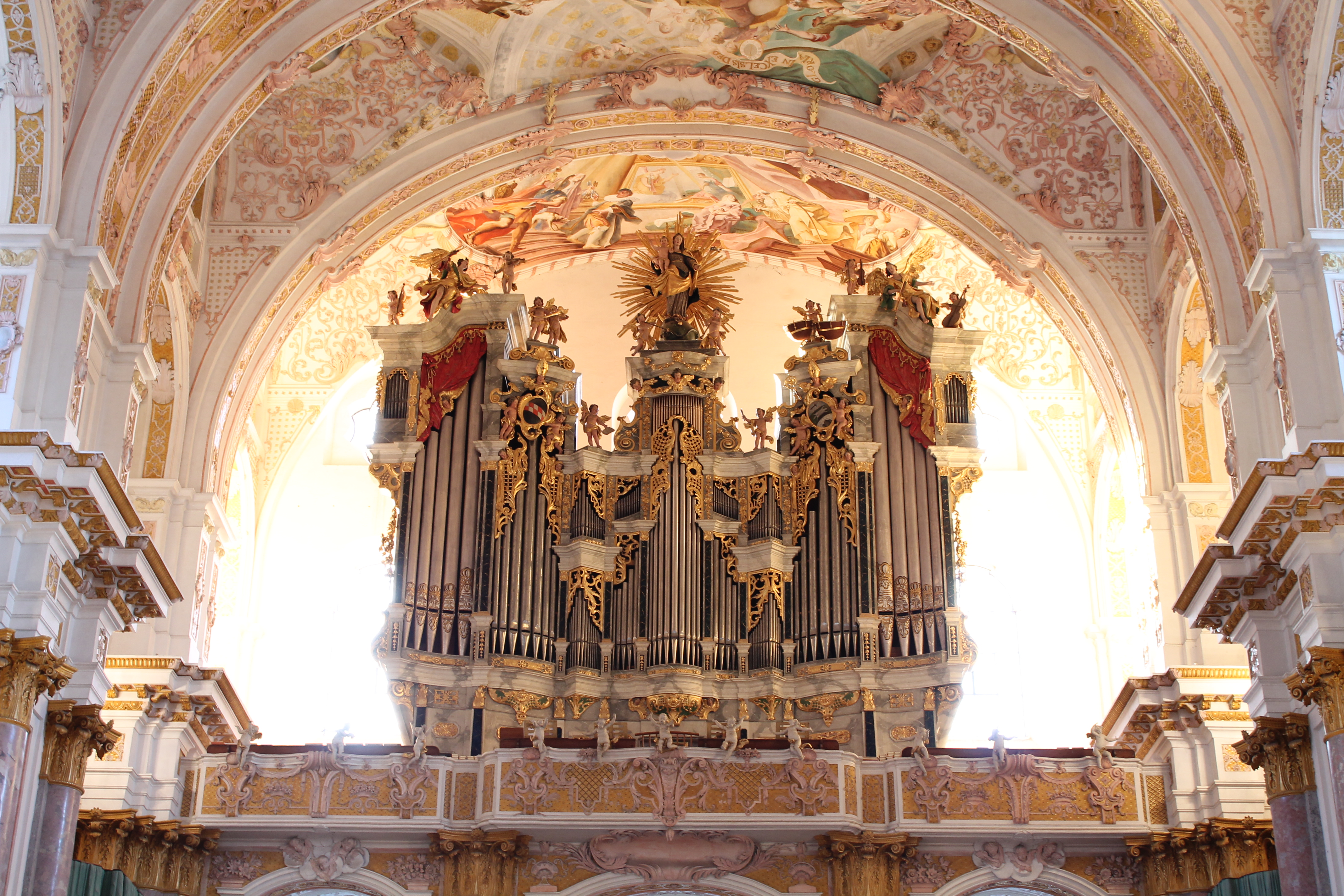
Die Fux-Orgel der Klosterkirche Fürstenfeld von 1736

Die Orgellandschaft Oberbayern umfasst den Orgelbestand im Gebiet des heutigen Regierungsbezirks Oberbayern.
Die Region war bis ins 19. Jahrhundert fast ausschließlich katholisch und ist es auch heute noch vorwiegend. Die Stellung und Verwendung der Orgel im katholischen Gottesdienst ist anders als im evangelischen, und sie hat hier eine geringere Bedeutung und Wertschätzung. Trotzdem sind in Oberbayern viele außergewöhnliche Orgeln vorhanden, weil in den Kloster- und Wallfahrtskirchen, von denen es hier besonders viele gab, größere und prächtigere Orgeln gebaut wurden, als in den gewöhnlichen Pfarrkirchen.
Bedingt durch die massive Zerstörung der Münchner Innenstadt im Zweiten Weltkrieg befinden sich nahezu alle historisch relevanten Orgeln außerhalb der Stadt.
Der Artikel beschreibt die Geschichte des Orgelbaus in Oberbayern und gibt eine Übersicht über die Orgelbauer und die interessantesten Orgeln.
Weiterführende Detailinformationen zu einzelnen Orgeln findet man in der Liste von Orgeln in Oberbayern.

## Geschichte des Orgelbaus

### Bis zur Spätgotik

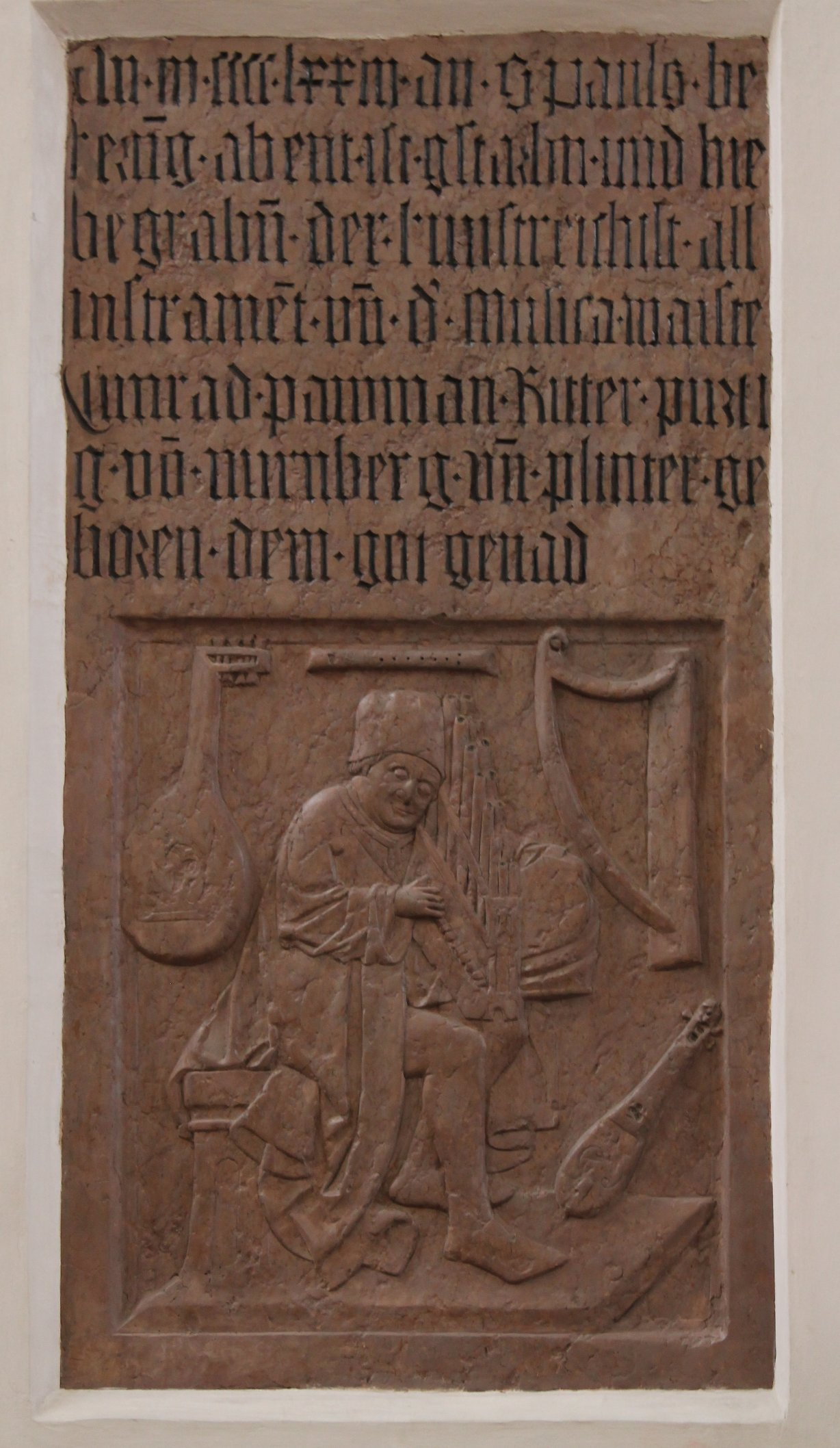
Paumanns Epitaph in der Münchner Frauenkirche

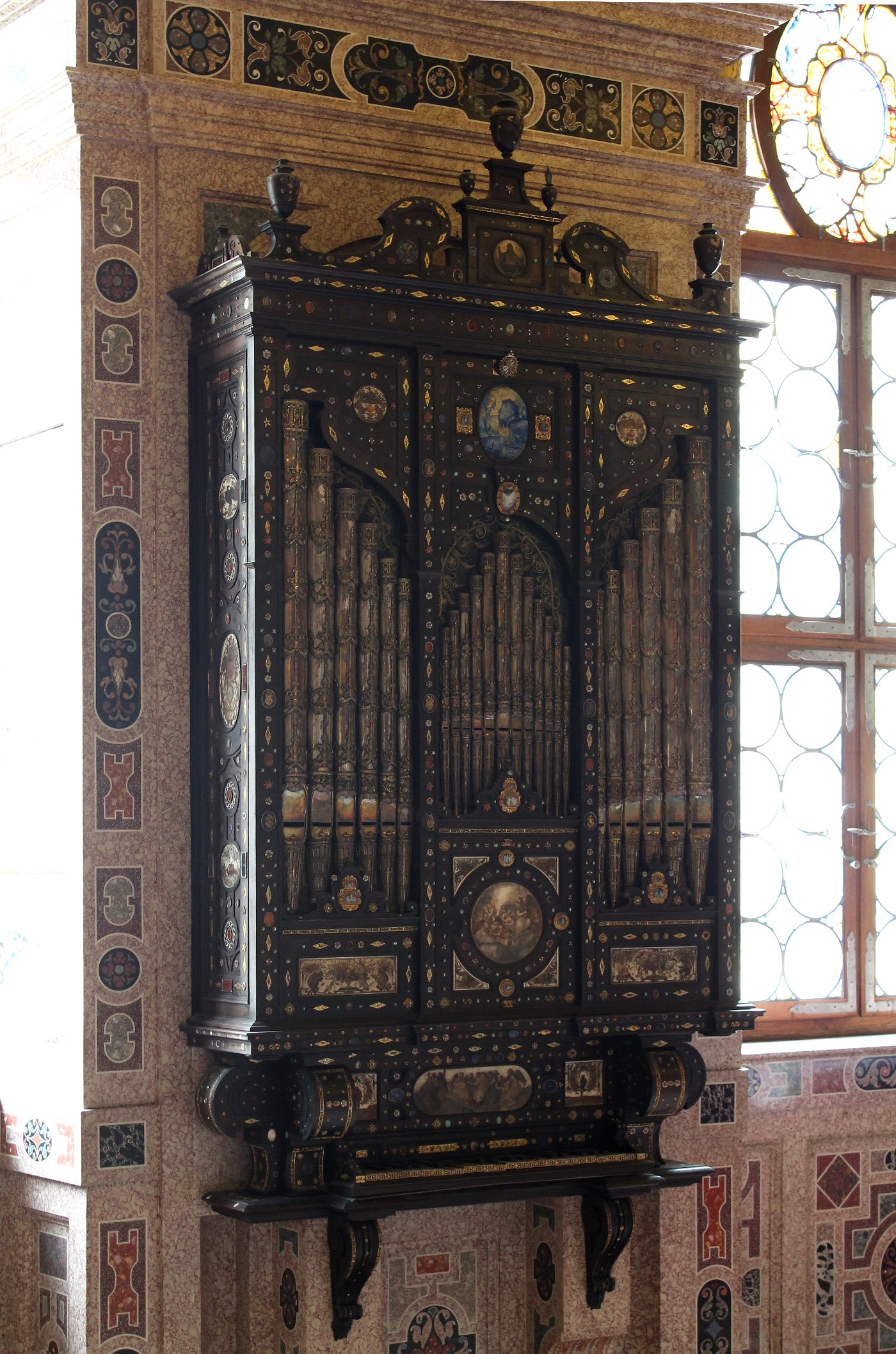
Die Prunkorgel der Münchner Residenz (um 1590)

Einer der frühesten Belege oberbayerischer Orgelbaukunst ist ein Brief von Papst Johannes VIII. im Jahr 873 an den Freisinger Bischof Anno. Darin verlangt er, dass man ein erstklassiges „Organum“ mit einem Meister, der bau- und spielkundig sei, nach Rom zu schicken.
Über Orgeln im 12. und 13. Jahrhundert in Freising und Scheyern schreibt Rudolf Quoika, dass jedoch „die Erkenntnisse […] aber leider aus Quellenmangel nur im Bereich von Vermutungen [bleiben].“
Ein frühes, heute noch sichtbares Zeugnis des Orgelbaus ist das Epitaph von Conrad Paumann († 1473) in der Münchner Frauenkirche. Es zeigt ihn mit einem Portativ. Paumann war der berühmteste Musiker seiner Zeit in Deutschland. Dem bayerischen Herzog Albrecht III. gelang es ihn um 1450 als Hoforganist nach München zu verpflichten. Seine Orgelspiellehre Fundamentum organisandi ist in vier verschiedenen Fassungen überliefert: die beiden früheren, eine davon 1452 datiert, sind vorwiegend zweistimmig, die späteren dreistimmig. Die Zunahme der terzhaltigen Klänge in den späteren Fassungen sind ein Indiz, dass der Übergang von der pythagoreischen zur mitteltönigen Stimmung zu dieser Zeit stattfand.

### Renaissance und Frühbarock

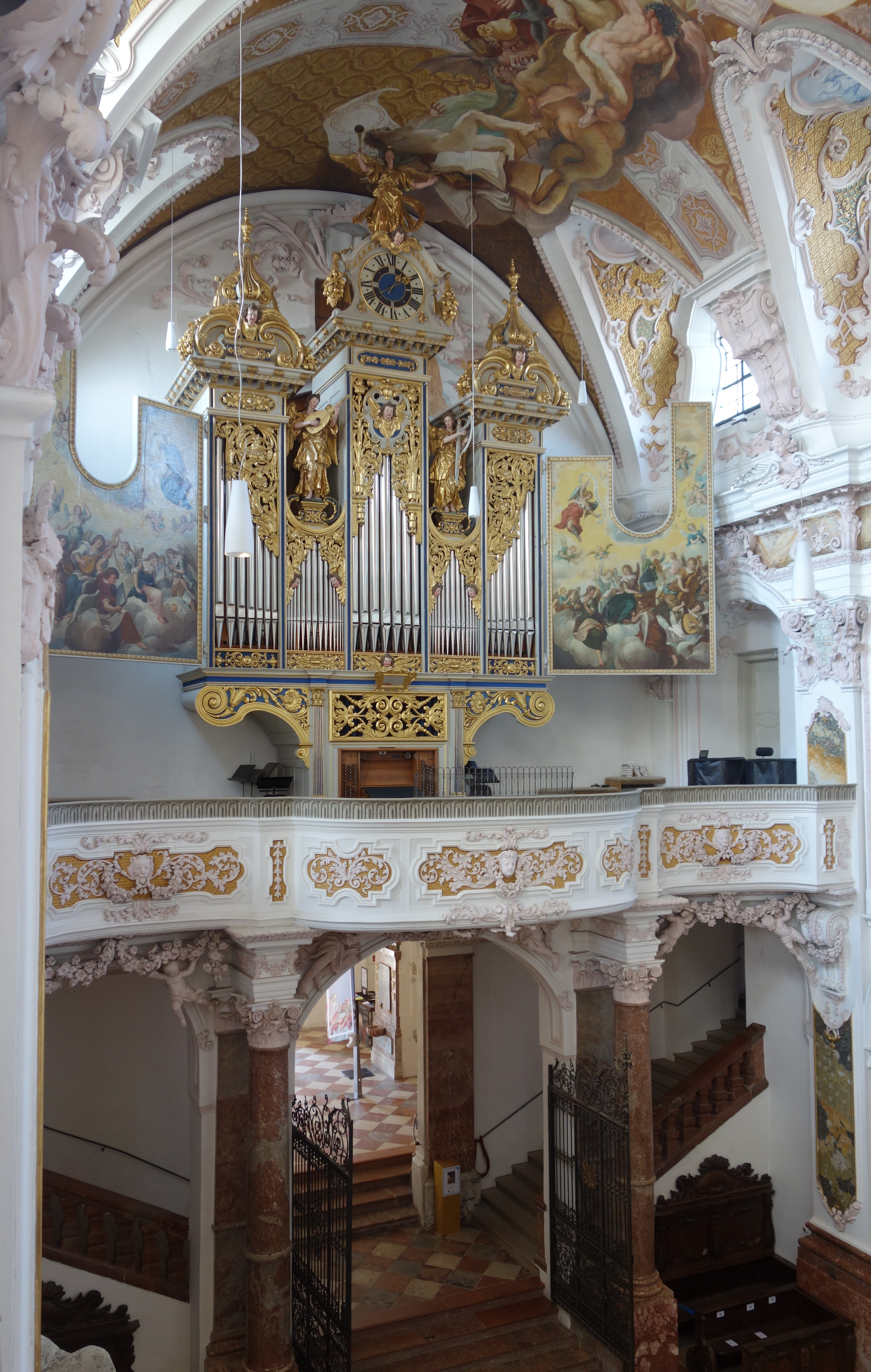
Freisinger-Dom-Orgel mit Gehäuse und Figurenschmuck von Philipp Dirr von 1624.

In der Münchner Residenz lassen sich schon früh kleinere Orgelwerke nachweisen, von denen noch einige erhalten sind. Auch sind mehrere Orgelbauer im Hofdienst bekannt: Wolf Fabricius († nach 1564), Kaspar Sturm (* um 1560; † nach 1604) oder Anton Neuknecht, der von 1586 bis 1592 am Hof in München angestellt war.
Über die Orgel von St. Michael in München, die 1595 von Urban Heusler und seinem Schwiegersohn Leonhard Kurz († 1612) gebaut wurde, sind wir besonders gut informiert, da sowohl der Vertrag als auch eine Aufrissskizze noch vorhanden sind. Die Orgel hatte zwei Manuale. Auf dem einen Manual befanden sich acht Register, die gleichen acht auf dem Pedal, und es gab noch ein Brustwerk mit drei Registern. Die Manuale gingen von F, G, A, B, H bis a2 (38 Tasten), und das Pedal von F, G, A, B, H bis h (16 Tasten). Das Besondere an dieser Orgel war, dass im Prospekt auf beiden Seiten des Spielschranks langbechrige 8′-Posaunen aus Messing standen. Sie wurden in Nürnberg gefertigt.
Außerdem war die Orgelanlage als Doppelwerk ausgelegt. In der Kirchenordnung von St. Michael von 1664 wird ausdrücklich darauf hingewiesen: es „ist zu merckhen, das man mit den orgeln umbwexlen, unnd nit allzeit auf einer schlagen sol, damit die ander nit verderbe.“ Auch die Orgel der naheliegenden Bürgersaalkirche wurde noch 1710 als Orgelpaar gebaut. Derartige Orgelpaare gab es häufiger im süddeutsch-österreichischen Raum.
Anfang des 17. Jahrhunderts kamen die Zungenregister in Oberbayern aus der Mode. Der Münchner Orgelbauer Hans Lechner († 1634) versuchte Vorbehalte an seinem Können auszuräumen, als er 1628 an den Münchner Bürgermeister schrieb: „… und gefalle Ihre Churfrstl. Drl. selbiges nit, hat nit der Orgelmacher die Schuld, sondern der Organist, welcher wohl die lieblichen Register, so den Fürstenpersonen gefällig, und nit die rauschenden, an welchen die Bürgerschaft und gemeine Mann das beste Gefallen hat, ziehen könnte;“
Lechner baute sowohl die Orgel von St. Peter 1629, als auch die des Münchner Doms 1633 ganz ohne Zungenstimmen. Abweichend von anderen Orgellandschaften wurden im altbayerischen Orgelbau nach 1650 kaum mehr Zungenstimmen gebaut.

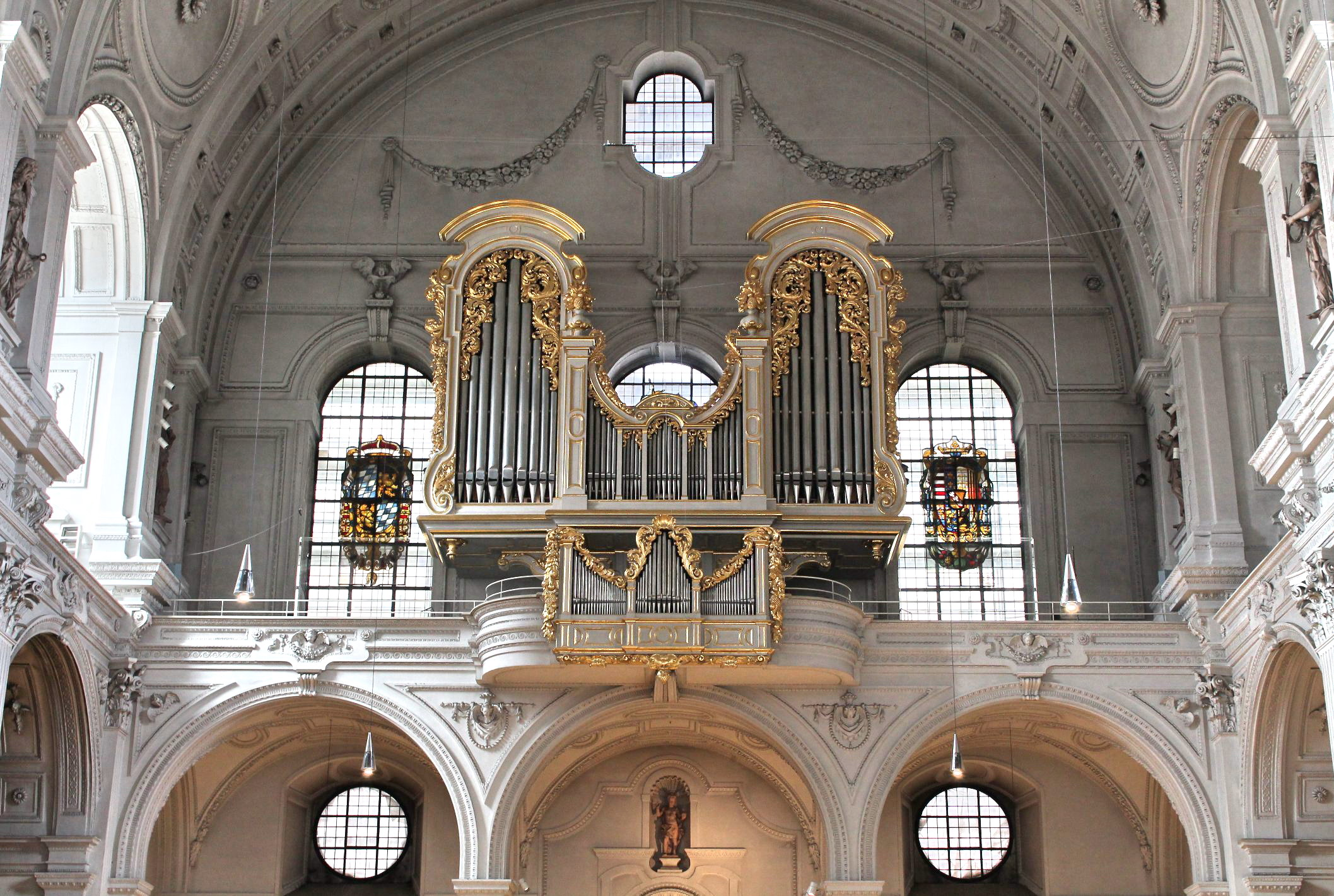
Die Rieger-Orgel von St. Michael im rekonstruierten Prospekt von 1697

Bei der Orgel des Münchner Doms übernahm Lechner von dem Vorgängerinstrument die 24′-Prospektpfeifen, die aus Holz gedrechselt waren. Sie gehörten zum Pedal mit Tonumfang F bis b (14 Tasten). Es ist auch überliefert, dass die Labien farbig bemalt waren. Erst 1847 soll eine der Pfeifen während eines Gottesdienstes zusammengebrochen und auf die Empore gestürzt sein. Glücklicherweise wurde keiner der dort versammelten Sänger und Musiker verletzt.
Große hölzerne Prospektpfeifen kamen bereits im 16. Jahrhundert in Mode. Ein erhaltenes Beispiel ist die Fux-Orgel der Klosterkirche Fürstenfeld.
Die Orgel von St. Michael wurde 1697 zur Zentenarfeier durch einen zeitgemäßen Neubau ersetzt. Erbauer war Johann Georg Fux. Ungewöhnlich zu dieser Zeit in Altbayern war das Rückpositiv. Grund dafür war eine so starke Vergrößerung der Fenster, dass für ein Brustwerk kein Platz mehr gewesen wäre. Der Prospekt wurde erst im Zweiten Weltkrieg zerstört, aber 1983 wieder rekonstruiert.
Von Fux ist auch noch der Prospekt der Orgel von 1724 der Stiftskirche St. Philipp und Jakob in Altötting erhalten. Besonders hervorzuheben ist jedoch die Fux-Orgel der Klosterkirche Fürstenfeld von 1736, die weitgehend unverändert erhalten ist.

### Barock und Rokoko

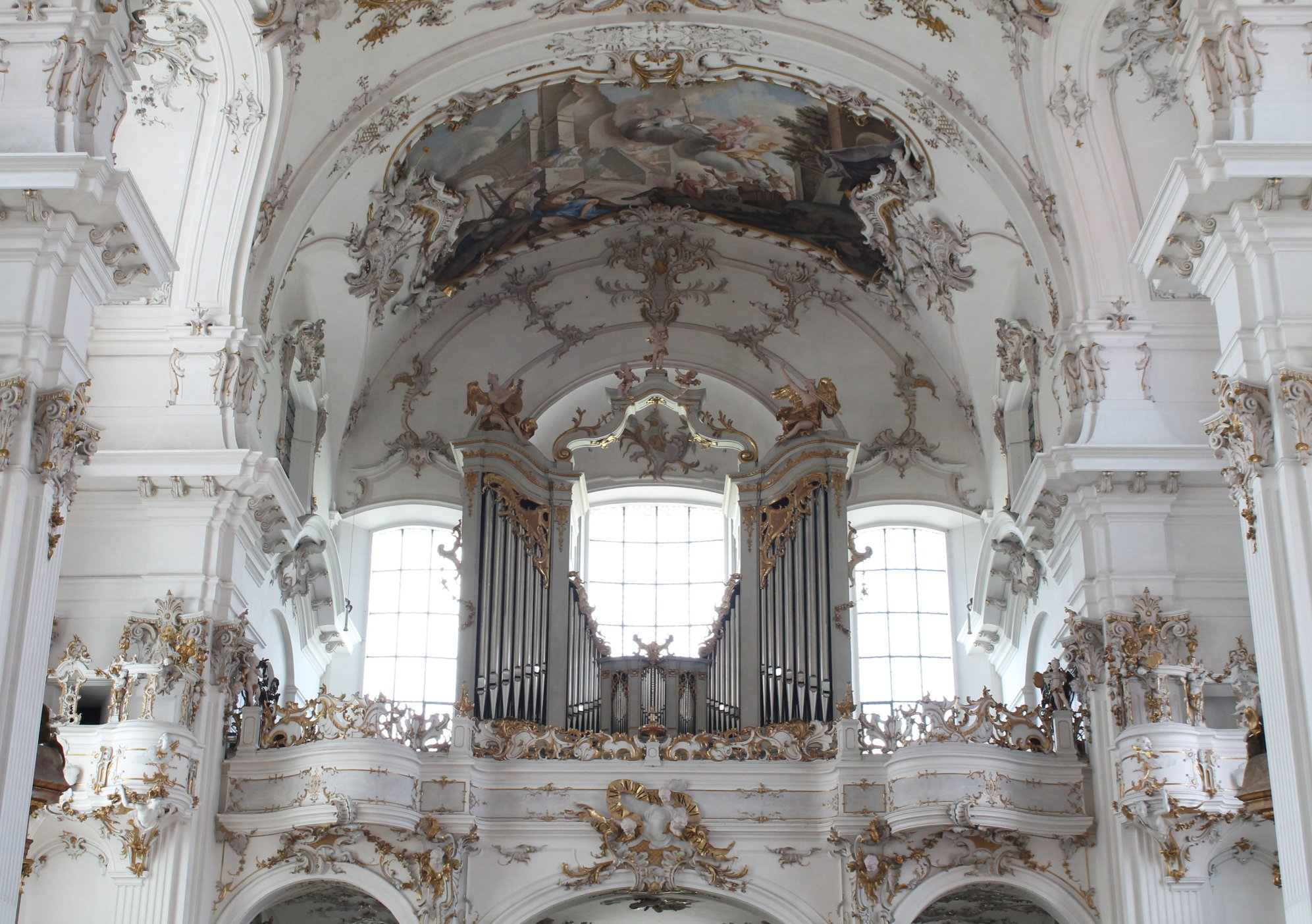
Die König-Orgel des Marienmünster Dießen von 1739

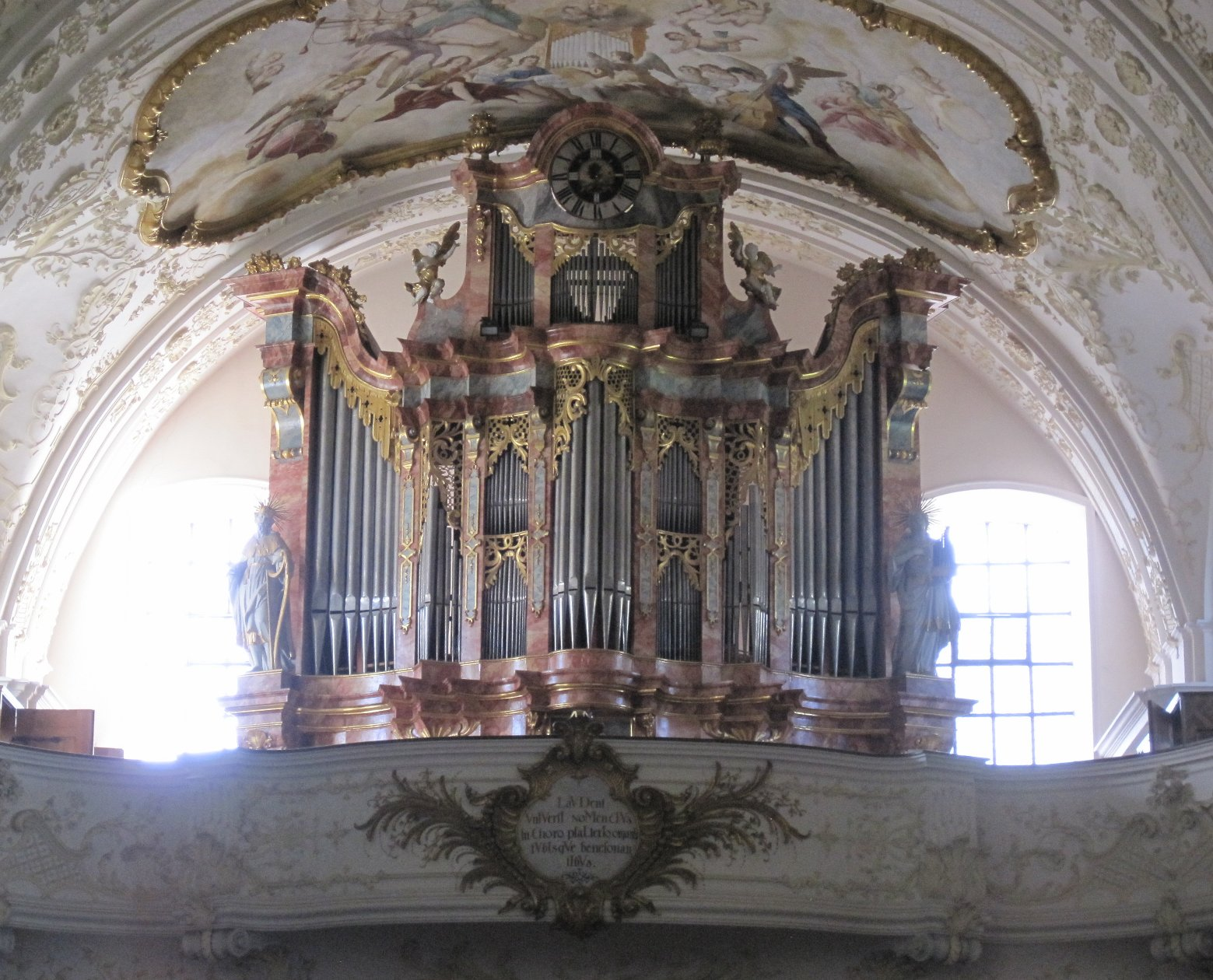
Brandenstein-Orgel Raitenhaslach (1743) ist „… gefährdet.“ (2021)

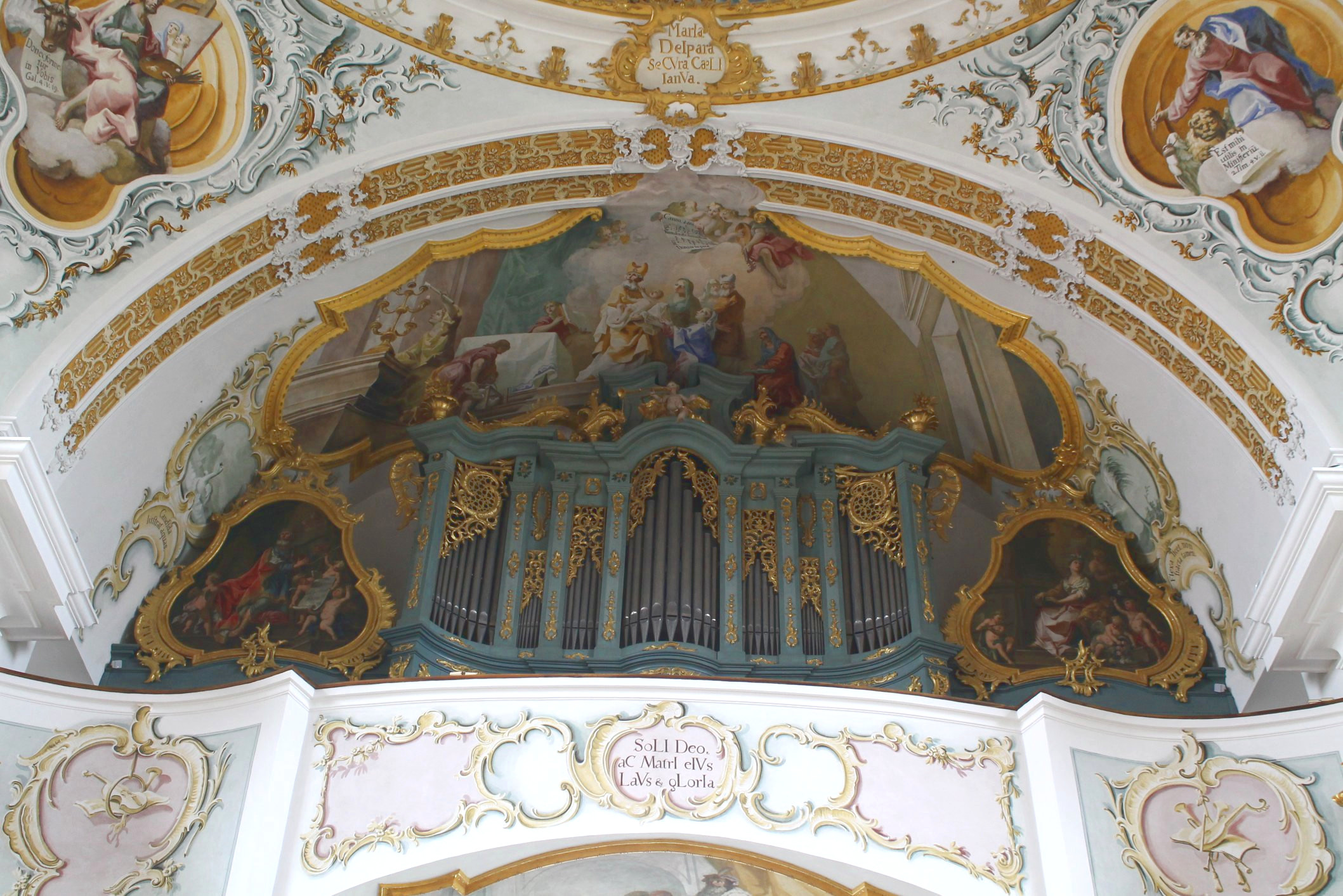
Die Bayr-Orgel der Wallfahrtskirche Marienberg von 1769

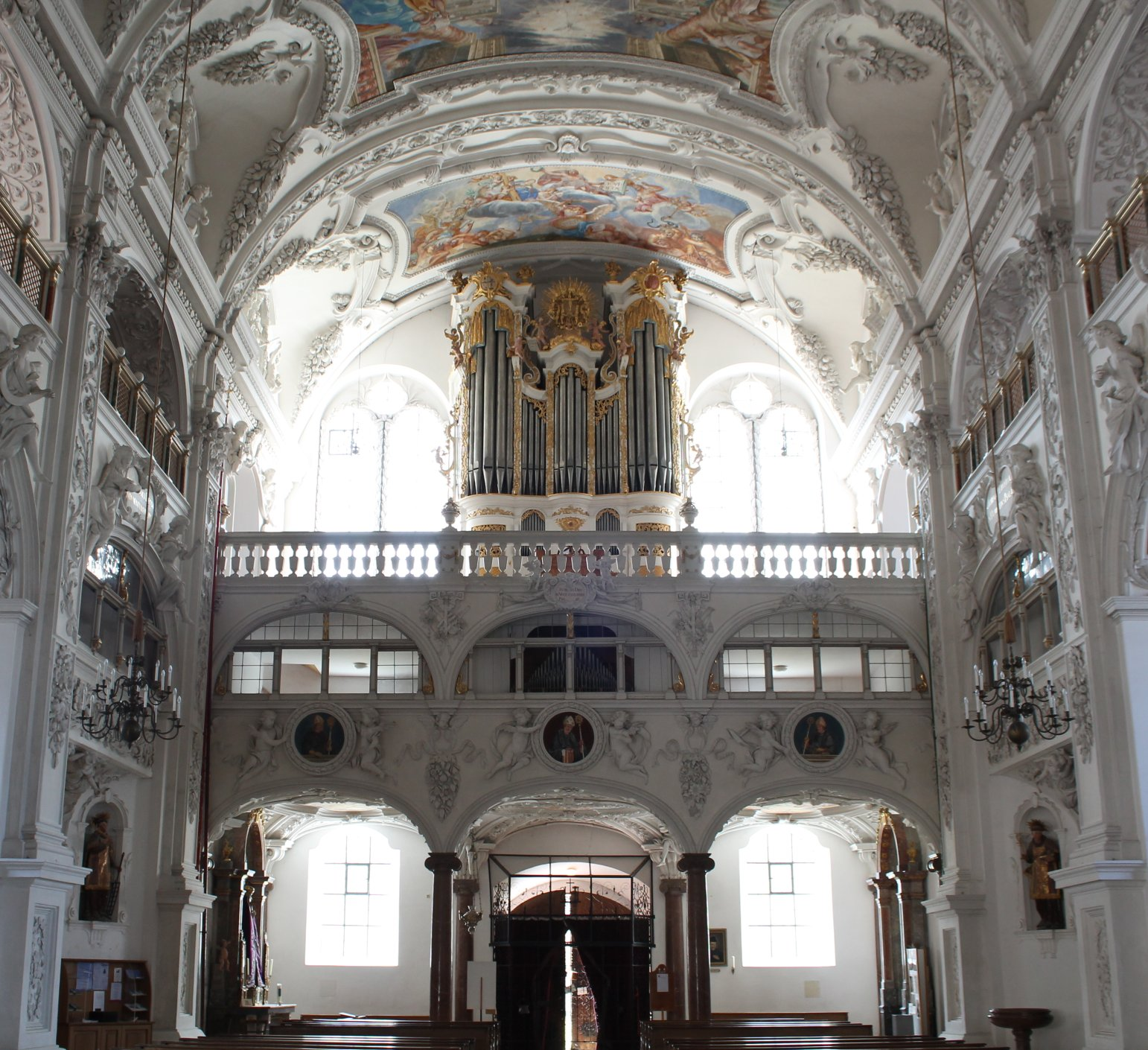
Die Jäger-Orgel der Klosterkirche Benediktbeuern von 1770

Ende des 17. Jahrhunderts hatte Max II. Emanuel das Land durch Krieg (Großer Türkenkrieg (1683–1699) und Spanischer Erbfolgekrieg (1701–1714)) und seinen exzessiven Lebenswandel ruiniert. Es verwundert daher nicht, dass es während dieser Epoche, anders als beispielsweise in Norddeutschland, kaum zu Orgel-Neubauten kam. Erst zur Zeit des Rokoko blühte das Land wieder langsam auf, und es kam zu zahlreichen Kirchenneubauten und Umbauten, besonders prächtig im Pfaffenwinkel.
Quirin Weber war in Dachau ansässig, war aber auch bis an den Tegernsee tätig. In Weyarn hat er 1747 sein größtes Werk gebaut. In der Schlosskapelle Haimhausen ist die von ihm 1736 gebaute Orgel noch erhalten.
Der Schweizer Johann König hatte sich 1670 in Ingolstadt niedergelassen. Sein bedeutendstes Werk war der Neubau der Orgel des Liebfrauenmünsters in Ingolstadt 1676. Sein ältester Sohn Caspar König versuchte 1708 zunächst vergeblich in München Fuß zu fassen, führte dann aber in Ingolstadt die Werkstatt des Vaters fort, und zahlte seine jüngeren Brüder Melchior und Balthasar, Orgelbauer im Rheinland, aus.
Im Südosten von Oberbayern, bereits in der Diözese Passau, liegt das ehemalige Zisterzienser-Kloster Raitenhaslach. In dessen Abteikirche vollendete Johann Konrad Brandenstein im Jahr 1743 sein größtes Orgelwerk. Die Orgel wurde später einige Male umgebaut, am einschneidendsten 1904 durch Martin Hechenberger. Er baute einen freistehenden Spieltisch dazu, und stellte die Orgel auf pneumatische Spiel- und Registertraktur mit Kegelladen um. Trotzdem ist sie immer noch diejenige mit dem größten Bestand an Brandenstein-Pfeifen.
Balthasar Freiwiß hatte seine Werkstatt in Aitrang. Sein bedeutendstes Werk, die Orgel der Klosterkirche Irsee, ist noch weitgehend original erhalten. Freiwiß hat auch im Südwesten von Oberbayern einige große Orgeln gebaut, z. B. Wallfahrtskirche Hohenpeißenberg (um 1740) und St. Peter und Paul, Oberammergau (1759). Die von ihm im Jahr 1747 gebaute Orgel in Rottenbuch mit II/28 wurde bereits mehrfach umgebaut. 2022 wurde die Orgel von Johannes Klais Orgelbau auf den am besten dokumentierten Zustand von 1783 rekonstruiert.
1744 kam Anton Bayr nach München und etablierte sich schon bald als der führende Orgelbauer.
Sein erstes Werk war die Orgel für das Franziskanerkloster Ellingen. Nach der Säkularisation kam sie nach Walting.
Als sie 2002 ein neues Werk bekam, rettete Sixtus Lampl die alten Windladen und Register, soweit noch vorhanden.
Im Orgelzentrum Valley ließ er sie im nachgebauten Gehäuse wieder spielfertig aufstellen. Bayr baute insgesamt 150 Orgeln. Fast unverändert erhalten ist die 1769 erbaute Orgel der Wallfahrtskirche Marienberg.
Das Kloster Benediktbeuern war eines der bedeutendsten Klöster in Bayern.
Die Orgel der Klosterkirche, die noch weitgehend erhalten ist, baute Andreas Jäger zwischen 1760 und 1770.
Dabei übernahm er etwa 13 Register aus dem Vorgängerinstrument von Christoph Egedacher von 1686, erweiterte sie auf 33 Register, die Manualumfänge auf 54 Töne (C–f3), den Pedalumfang auf 22 Töne (C–a) und fügte ein Rückpositiv hinzu, das jedoch später bei einer Erneuerung der Emporenbrüstung entfernt wurde. Bei der Restaurierung durch Orgelbau Sandtner im Jahr 1968 wurde das Rückpositiv rekonstruiert und unsichtbar auf der ersten Empore platziert.
Im Südwesten des heutigen Oberbayerns befinden sich einige Werke der schwäbischen Orgelbauer Balthasar Freiwiß oder Johann Georg Hörterich, von denen jedoch meistens nur noch die Prospekte erhalten sind.

### 19. Jahrhundert

#### Säkularisation

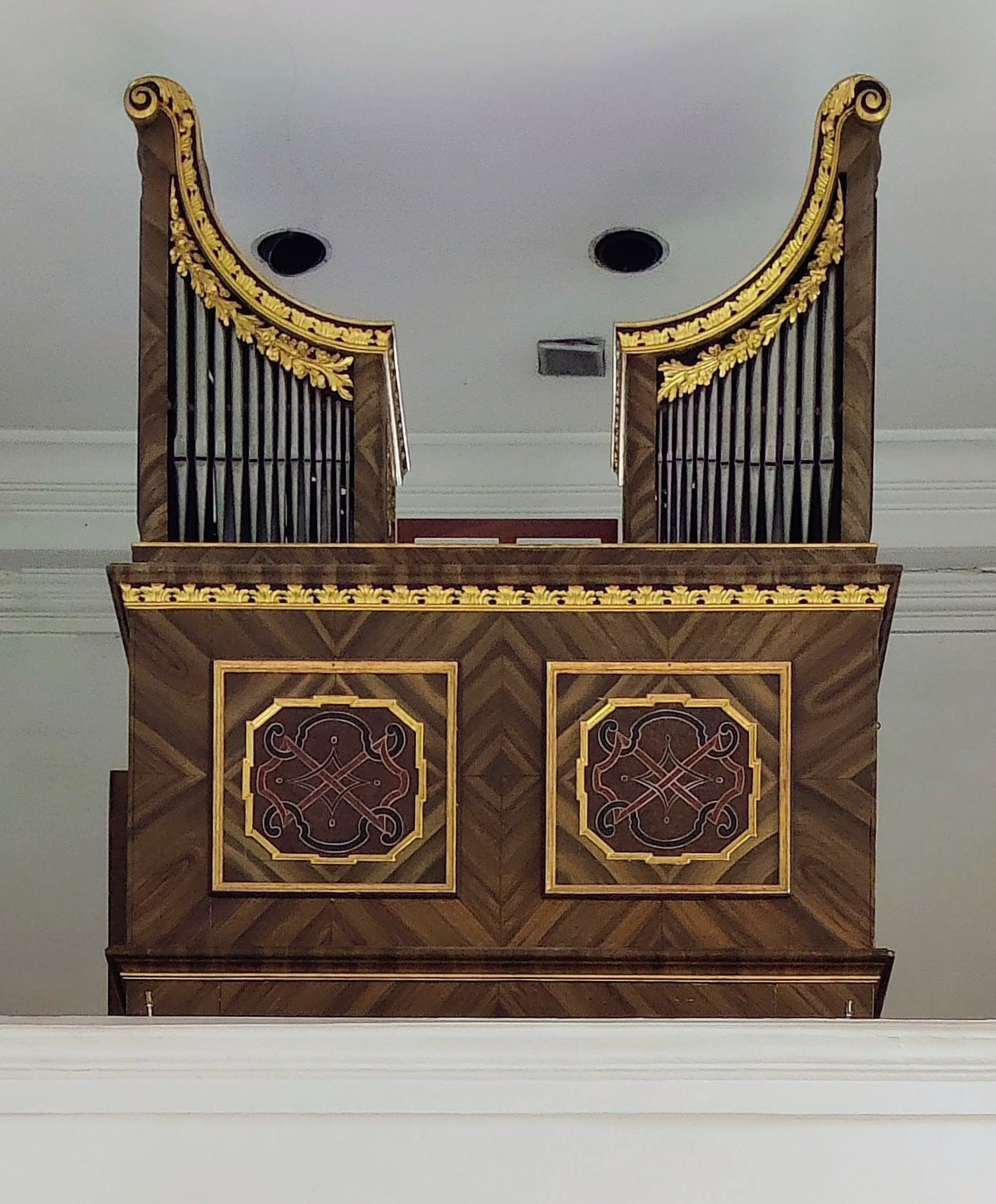
Die Weber-Orgel von 1738 kam 1824 in die Karolinenkirche in Großkarolinenfeld

Während der Säkularisation in Bayern Anfang des 19. Jahrhunderts wurden die Klöster verstaatlicht. Dennoch blieben mehr als 80 % der Klosterkirchen bestehen. Vielfach wurden sie den Pfarreien zur Verfügung gestellt, und stattdessen die kleineren, alten Pfarrkirchen abgebrochen oder profaniert. In Oberbayern blieben in den mehr als 100 Klosterkirchen 58 % der Orgeln stehen, während 40 %, überwiegend Chororgeln, veräußert wurden. Wegen des Überangebots auf dem Gebrauchtorgelmarkt waren es schwere Zeiten für die Orgelbauer, da es fast nicht mehr zu Neubauten kam.
Das Königshaus hatte 1817 das ehemalige Kloster Tegernsee erworben und zum Schloss umgestaltet. Die Chororgel aus der Klosterkirche, die 1738 von Quirin Weber gebaut worden war, schenkte man 1824 der neu gegründeten evangelischen Gemeinde in Großkarolinenfeld für ihre Karolinenkirche.
Gleich nach seiner Thronbesteigung 1825 leitete Ludwig I. die Klösterrestauration ein, und bis 1837 waren bereits wieder 75 klösterliche Niederlassungen neu entstanden.
Ludwig I. legte keinen besonderen Wert auf Orgelmusik, sondern wünschte bei der Kirchenmusik „altrömischen Koralgesang“, wie man deutlich am Beispiel der Orgel der Theatinerkirche sehen kann. Die Theatinerkirche, Hofkirche und Grablege der Wittelsbacher, ist eine der größten Kirchen der Münchner Innenstadt, hatte aber nur eine unbedeutende Orgel mit einem Manual und 14 Registern, die zudem noch ungünstig hinter dem Hauptaltar stand. „Diese Orgel war zunächst für das Korgebeth der Theatiner berechnet, da in ihrer Kirche ein öffentlicher, sonn- und feiertäglicher Gottesdienst nicht gewöhnlich war.“ Als vorgeschlagen wurde, eine größere Orgel auf der Empore über dem Haupteingang zu bauen, befahl der König: „Keine Emporkirche mit Chor will Ich. Die Orgel soll wie bisher hinter dem Altare bleiben, jedoch freyer und trockener gestellt; sonach in guten Stand wiederhergestellt werden.“ Nach zwei Jahren Verhandlung wurde dann 1834 eine „Hauptreparation“ der Orgel durchgeführt, bei der sie auch um ein Manual und zwei Register erweitert wurde. Bis heute ist die Orgel der Theatinerkirche auf der Seitenempore verborgen.

#### Abbé Vogler

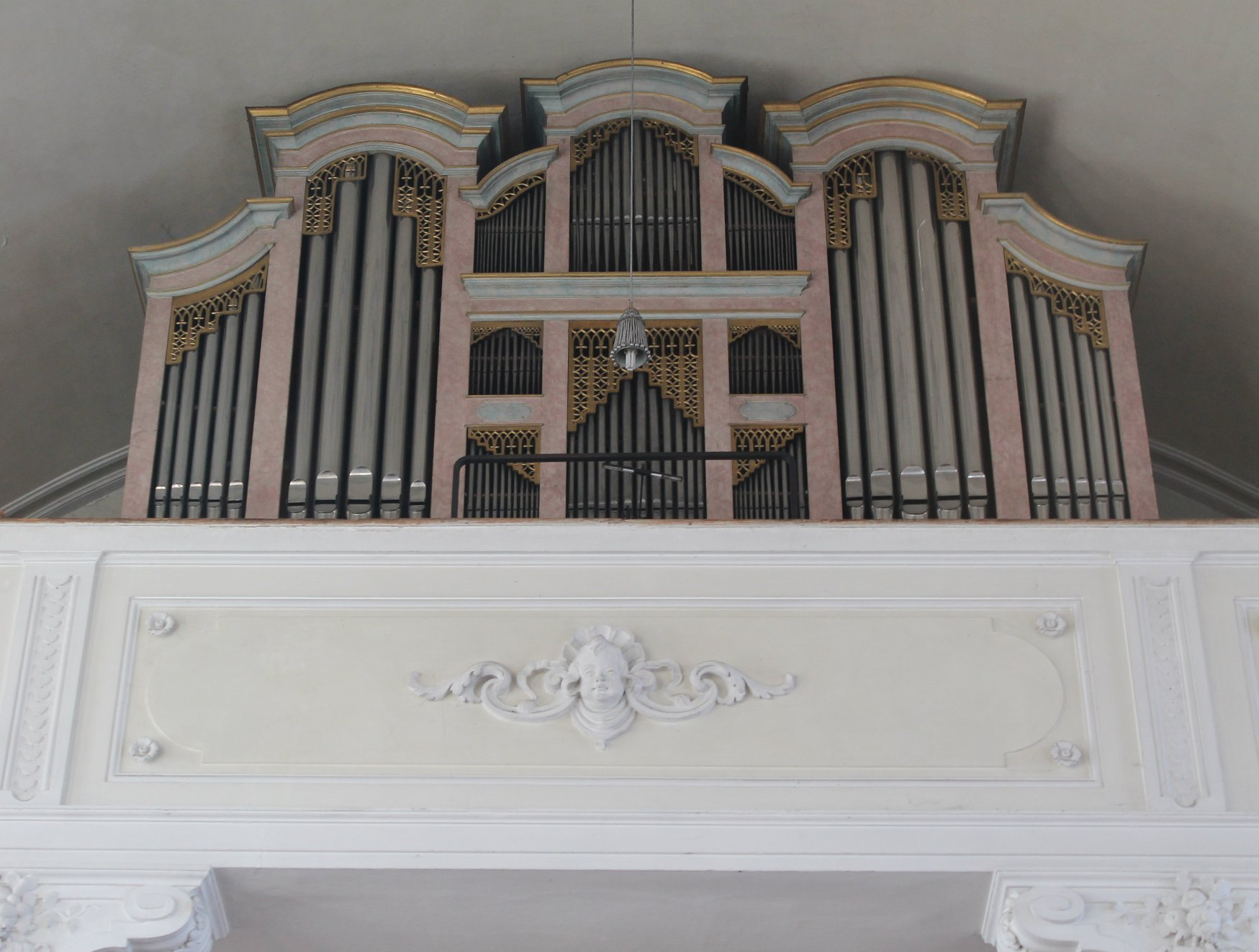
Die Pröbstl-Orgel von 1833 in Pfaffenhofen am Inn

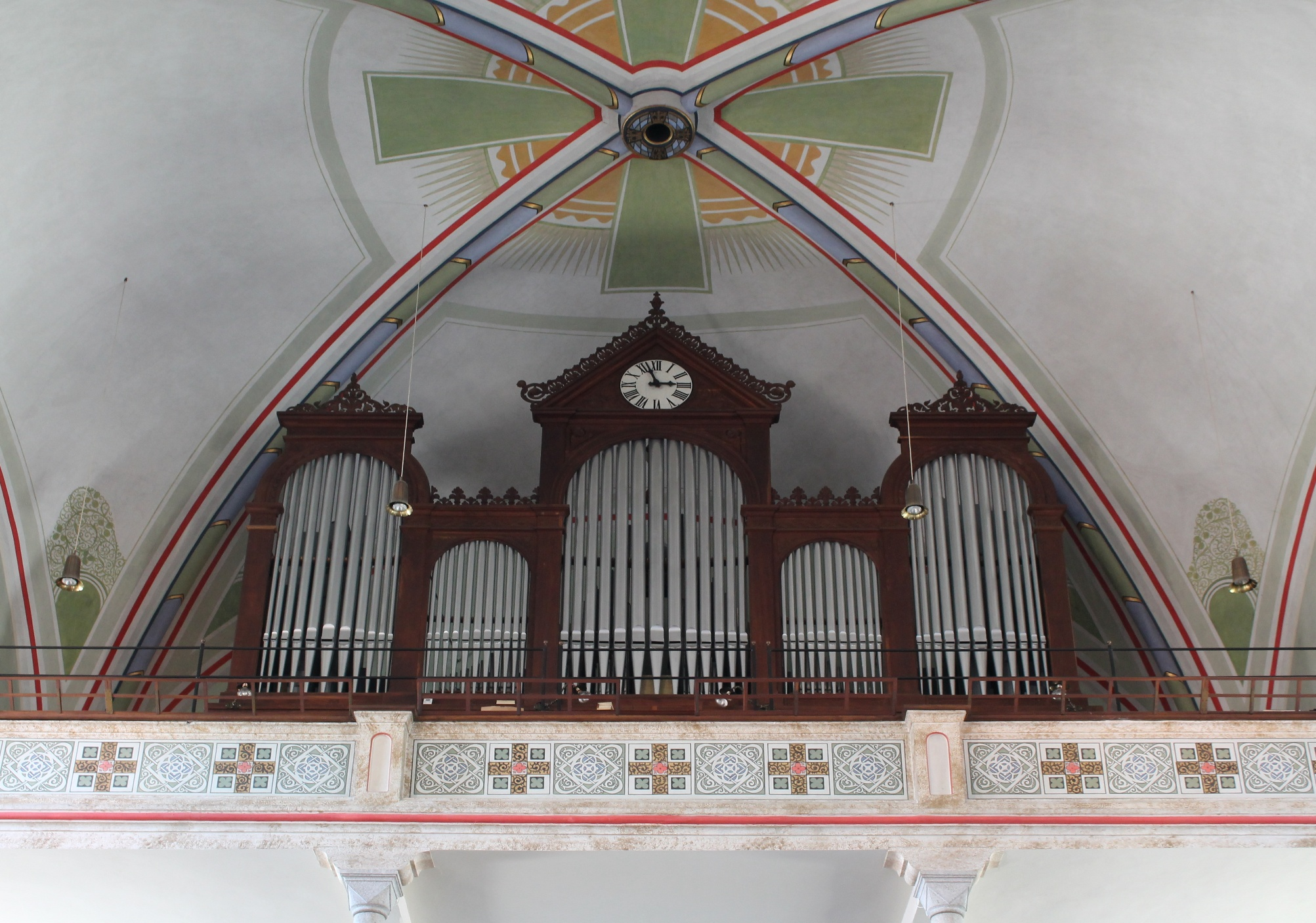
Die Maerz-Orgel (1893) der Pfarrkirche Mariä Himmelfahrt in Fridolfing

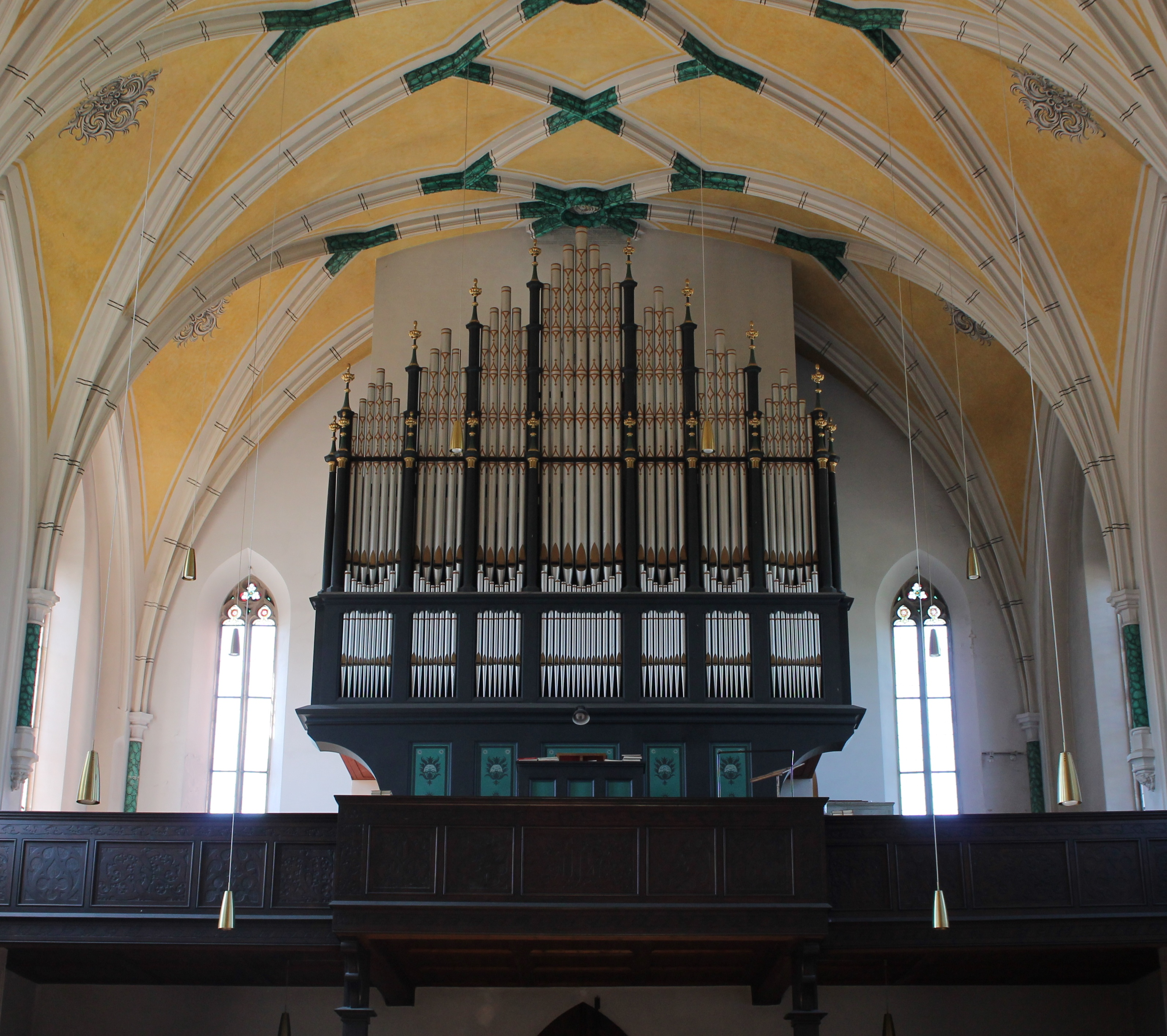
Die Siemann-Orgel von St. Nikolaus in Übersee (1914)

Anfang des 19. Jahrhunderts brachte Abbé Vogler ganz neue Ideen in den Orgelbau. Eine der ersten Orgeln die nach seinen Vorstellungen umgebaut wurden, war in München die des „churfürstlichen protestantischen Hof-Bethauses“ 1805. Der Hof war von Voglers Vorführungen so begeistert, dass 1806 eine neue Orgel mit Voglers „Simplificationssystem“ für St. Peter in München in Auftrag gegeben wurde. Sie wurde 1809 fertiggestellt und hatte fünf Manuale, eine Teilung der Klaviatur in Bass und Diskant, durchschlagende Zungen, Schwellkasten, ein Pedal mit 32 Tasten und einen akustischen 32′-Bass (basierend auf „Tartinis drittem Ton“, bei dem man vermeintlich den Grundton hört, obwohl tatsächlich nur die Oktave und die Quinte über dieser erzeugt werden). Das waren alles spektakuläre Neuerungen, die bei Voglers virtuosen Konzerten großes Aufsehen erregten. Für Gottesdienste wurde solch eine „Konzertorgel“ nicht gebraucht, und so wurde sie bereits 1825 wieder „normalisiert“: sie wurde auf ein Manual reduziert und bekam ein Pedal mit 18 Tasten und kurzer Oktave.
1812 folgte die Umgestaltung der Orgel der Michaelshofkirche. Es heißt, dass eigentlich nur der Hoforganist Caspar Ett darauf richtig zu spielen verstand, und es war dem Einfluss von Karl Emil von Schafhäutl zu verdanken, dass sie erst 1897 durch einen Neubau ersetzt wurde.

#### Romantik
Schafhäutl hat eine Biografie über Vogler geschrieben und war von 1851 bis 1887 Orgelgutachter. In seinem Nachlass ist eine Sammlung von einigen hundert Kostenvoranschlägen, Gutachten über Orgelreparaturen und Neubauten, durch die wir heute gut über den damaligen Stand des bayerischen Orgelbaus informiert sind.
In der Regel trifft man bis 1850 die kurze Oktave an.
Einige Orgelbauer verwendeten schon nach 1850 die Kegellade im Pedal (Zimmermann, Beer), meist aber blieb die Schleiflade bis 1885 im Gebrauch. Die mechanische Kegellade setzte sich ab 1880 auch im Manual durch, und auch ein freistehender Spieltisch statt des Spielschrankes. Ab 1900 wird die pneumatische Traktur alleinberechtigt.
Die Arbeit des Orgelbauers Joseph Pröbstl hat sein Sohn Balthasar Pröbstl, genau wie auch seine eigene, in einer Haus-Chronik beschrieben. Die Pröbstls waren in Füssen ansässig, knapp außerhalb von Oberbayern. Viele der Orgeln, an denen sie gearbeitet haben, befanden sich jedoch in Oberbayern. Pröbstl schildert in der Haus-Chronik auch eine Reise nach Norddeutschland im Jahr 1861. In Weißenfels traf er Friedrich Ladegast, und in Leipzig besichtigte er die Orgel der Nikolaikirche, die gerade von Ladegast mit 80 Registern gebaut wurde. Pröbstls Bemerkung in der Haus-Chronik „in eine solche Kirche würde man bei uns nur eine Orgel mit 12–18 Registern machen“ zeigt deutlich den Unterschied im Orgelbau beider Regionen. Es gab aber auch Gemeinsamkeiten, wie er schreibt: „Ladegast hat Töpfers Theorie sehr gut inne, stimmt in der Praxis mit mir sehr gut überein.“ Töpfer hat mehrere Bücher über Orgelbau verfasst, und es ist bekannt, dass die Erkenntnisse aus Ladegasts Studium von Töpfers „Lehrbuch der Orgelbaukunst“, das gerade 1855 erschienen war, beim Bau der Nikolaikirchen-Orgel eingeflossen sind.
Schafhäutl war auch der Mentor von Josef Gabriel Rheinberger, als dieser 1851 als 12-Jähriger zur Musikerausbildung nach München kam, und er blieb lebenslang dessen engverbundener Wegbegleiter. Rheinberger „war zu Lebzeiten der angesehenste deutsche Orgelkomponist und Orgellehrer“ und hat das sakrale Musikleben in München in der zweiten Hälfte des 19. Jahrhunderts entscheidend geprägt, auch wenn er im scharfen Gegensatz zu den damals vorherrschenden Vorstellungen des Caecilianismus stand, der sich gegen die Klassiker und die Instrumentalmusik auflehnte.
Seine Ehefrau Franziska von Hoffnaaß stiftete testamentarisch eine neue Orgel und verfügte, dass St. Michael „die schönste und beste Orgel in München erhalten solle“ und von Maerz auf Anordnung ihres Gemahls gebaut werden sollte. Rheinberger entwarf eine Disposition mit 38 Registern auf drei Manualen, und die Orgel wurde 1897 eingeweiht.

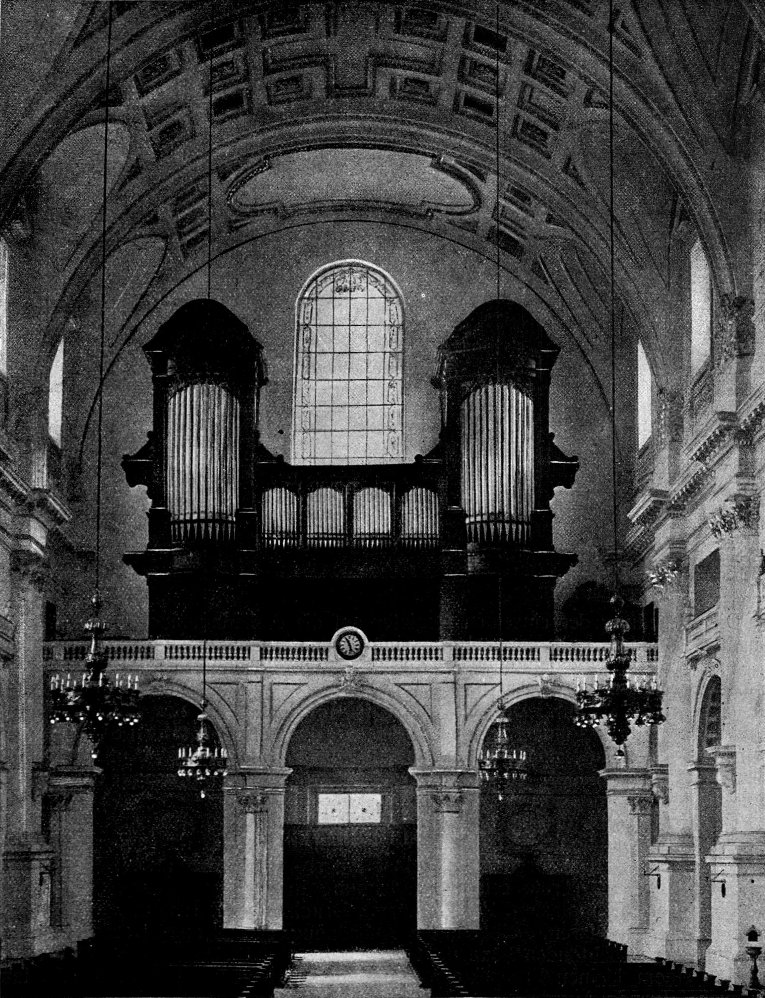
Die Moser/Nenninger-Orgel von 1915 von St. Margaret in München

Franz Borgias Maerz war der größte oberbayerische Orgelbauer. Er hatte 1879 den Betrieb von seinem Adoptivvater Max Maerz geerbt. Die bedeutendsten noch erhaltenen Orgeln von Maerz sind die der Pfarrkirche Mariä Himmelfahrt (1893) in Fridolfing, in der Pfarrkirche St. Zeno in Bad Reichenhall (1899) und St. Rupert in München (1907, 1933 erweitert und umgebaut). Um die Jahrhundertwende baute seine „Orgelbauanstalt“ pro Jahr im Schnitt 20 Instrumente mit 250 Registern. Zeitweise hatte die
Firma mehr als 25 Angestellte. Auch die Pfeifen wurden bei Maerz selbst produziert.
Ab 1893 baute Maerz Orgeln mit pneumatischer Kegellade. Um die Jahrhundertwende wechselte Friedrich Witzig, der Erfinder der pneumatischen Taschenlade, zu Maerz. Ab da wurden auch viele Orgeln mit dem „System Witzig“ angeboten.
Zwar dominierte Maerz den Markt in Bayern, war aber außerhalb kaum bekannt. Maerz wurde auch der „katholische Steinmeyer“ genannt. Die evangelische Kirchen bestellten vorwiegend beim (evangelischen) Steinmeyer Orgeln gleicher Bauart, in München z. B. 1877 für die Markuskirche Opus 160, 1894 Johanneskirche Opus 512, 1896 Lukaskirche Opus 578, 1900 Christuskirche Opus 700, 1901 Erlöserkirche Opus 721. Von Steinmeyer wurde aber auch 1880 eine neue Orgel für die Münchner Frauenkirche (Opus 200) gebaut.
Nach dem Tod von Maerz im Jahr 1910 übernahm Willibald Siemann dessen Marktanteile in Bayern.
Im Zeitraum 1875 bis 1914 baute z. B. E. F. Walcker 1450 Orgeln, G. F. Steinmeyer & Co. 1150 und W. Sauer 1100, während F. B. Maerz auf 450 und Binder & Siemann auf 330 Instrumente kamen.

### 20. und 21. Jahrhundert

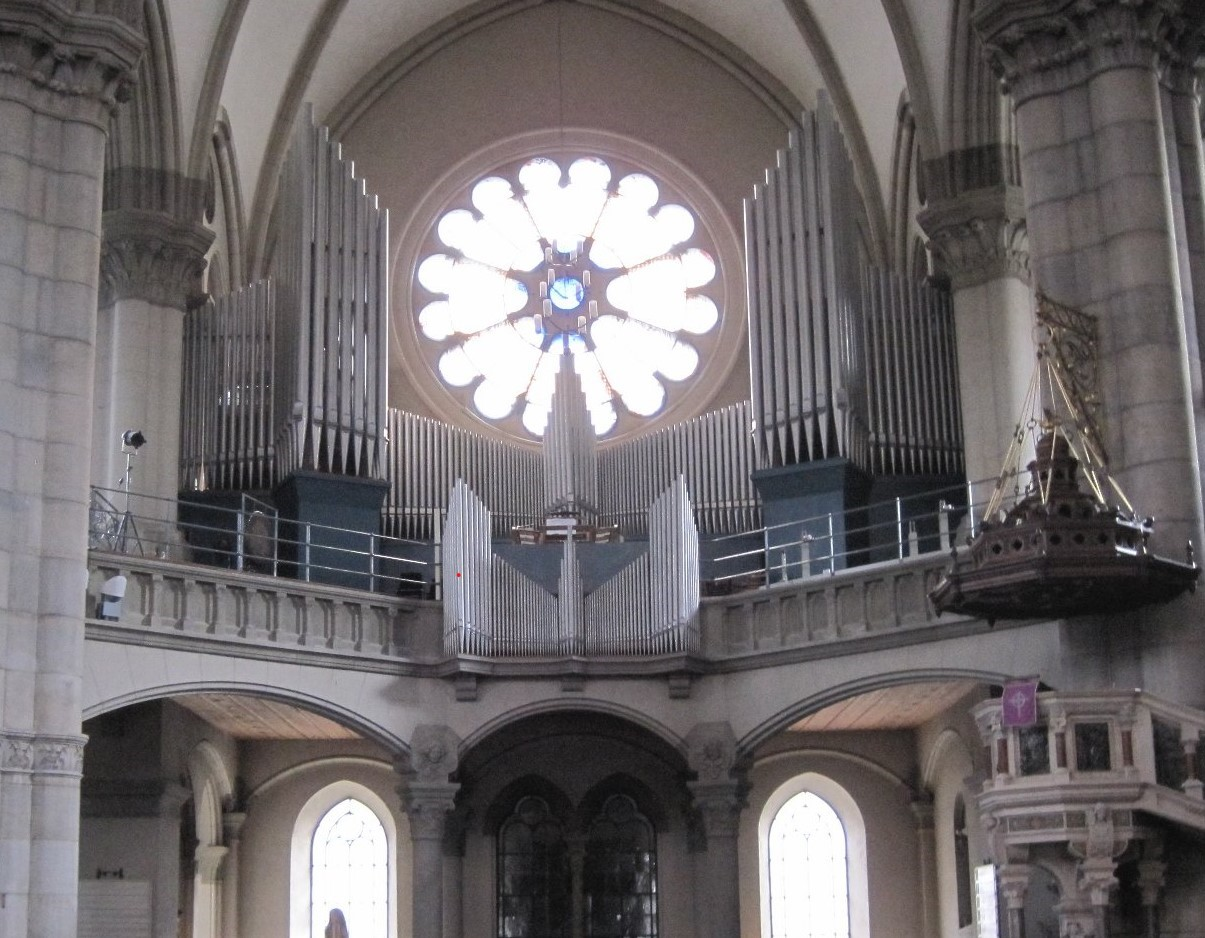
Die Steinmeyer-Orgel von 1932 der Münchner Lukaskirche

Von 1901 bis 1907 lebte Max Reger in München. Die Orgel von St. Johann Baptist, in der Nähe seiner damaligen Wohnung, wurde ihm deswegen gewidmet.
Anfang des 20. Jahrhunderts baute Heinrich Koulen bereits einige Orgeln in Oberbayern, die von der
der elsässisch-neudeutschen Reform beeinflusst waren (Scheyern 1908, Weilheim in Oberbayern 1909, Landsberg am Lech 1911).
Die eigentliche Wende leiteten aber Albert Moser und Leopold Nenninger 1915 mit dem Bau der Orgel in St. Margaret in München ein, die zum Vorreiter der elsässischen Orgelreform innerhalb Deutschlands wurde und aus der sich ab Mitte der 30er-Jahre die Deutsche Orgelbewegung entwickelte. Die Disposition entsprach einem „barocken“ Klangaufbau mit Anknüpfung an die romantische Grundtönigkeit, die jedoch nach und nach aufgegeben wurde. Moser baute 1919 als erster ein Register None 8/9′. Bei der „Freiburger Tagung für deutsche Orgelkunst“ 1926 nannte Friedrich Högner die gerade von Albert Moser gebaute Orgel der Münchner Matthäuskirche ein Musterbeispiel einer "modernen" Orgel, bei der durch zahlreiche Aliquoten „eine Klangmixtur erzeugt wird, die dem charakteristischen, hellen, 'alten' Orgelklang nahekommt“ und zu den neun Mixturen stellte er fest, dass ihm „ein derartig wundervoller, singender Mixturenklang noch nicht begegnet ist“.
Einige Steinmeyer-Orgeln die vor dem Zweiten Weltkrieg in München gebaut wurden, haben den Krieg überstanden, wie z. B. die der Dreieinigkeitskirche, Erlöserkirche und der Lukaskirche. Auch die Walcker-Orgel der Auferstehungskirche blieb erhalten.

#### Zweiter Weltkrieg
Im Zweiten Weltkrieg wurden in München die meisten Kirchen zerstört und damit mehr als 90 % aller Orgeln.
Außerdem gingen die Konzertsäle Odeon und Kaim-Saal mit ihren berühmten Walcker-Orgeln für immer verloren (Odeon: Walcker Opus 1238 mit IV/62 von 1906; Kaim-Saal: Walcker Opus 733 mit III/50 von 1895).

#### Nachkriegszeit

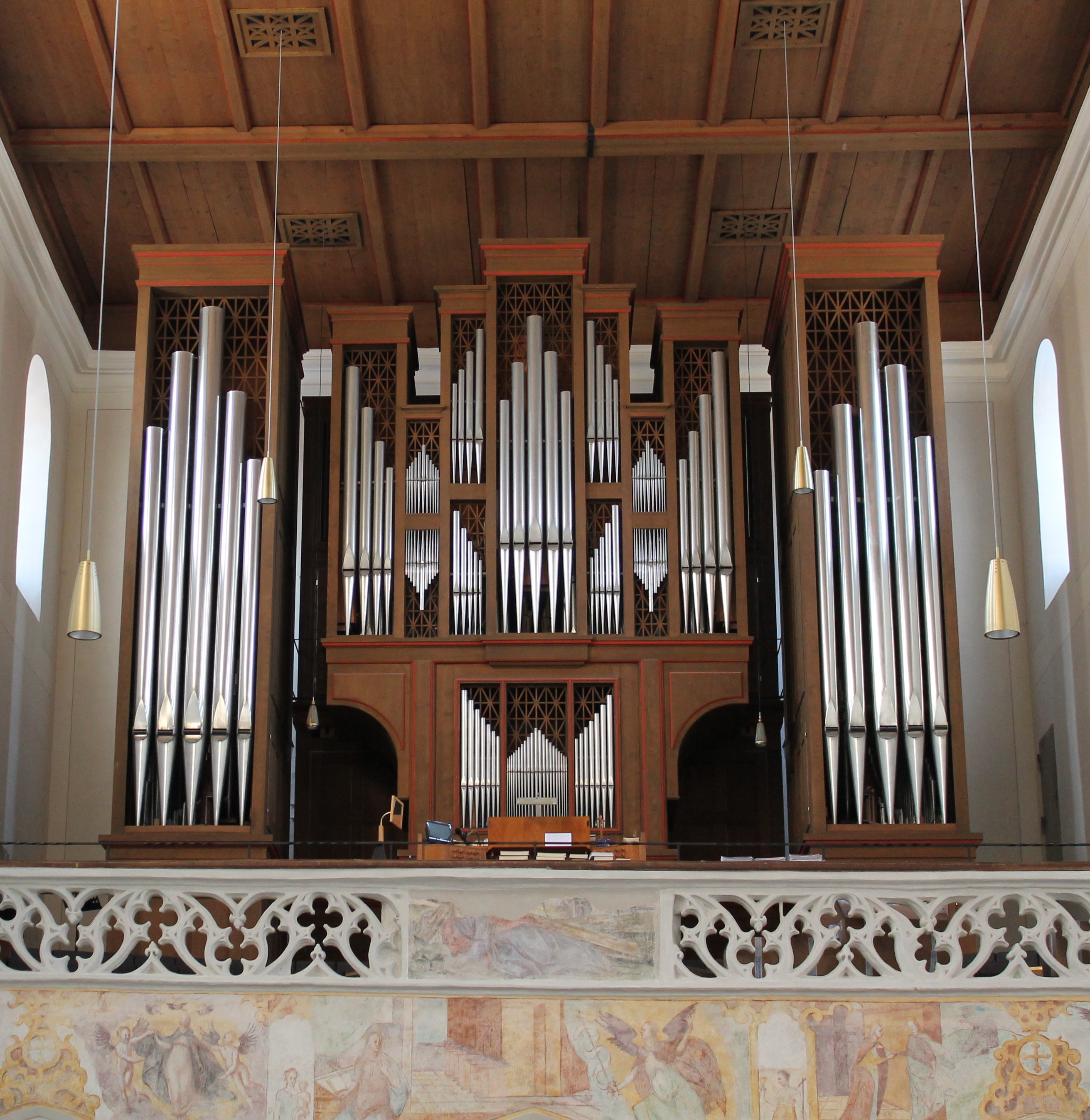
Die Nenninger-Orgel von 1974 des St.-Kastulus-Münsters in Moosburg an der Isar

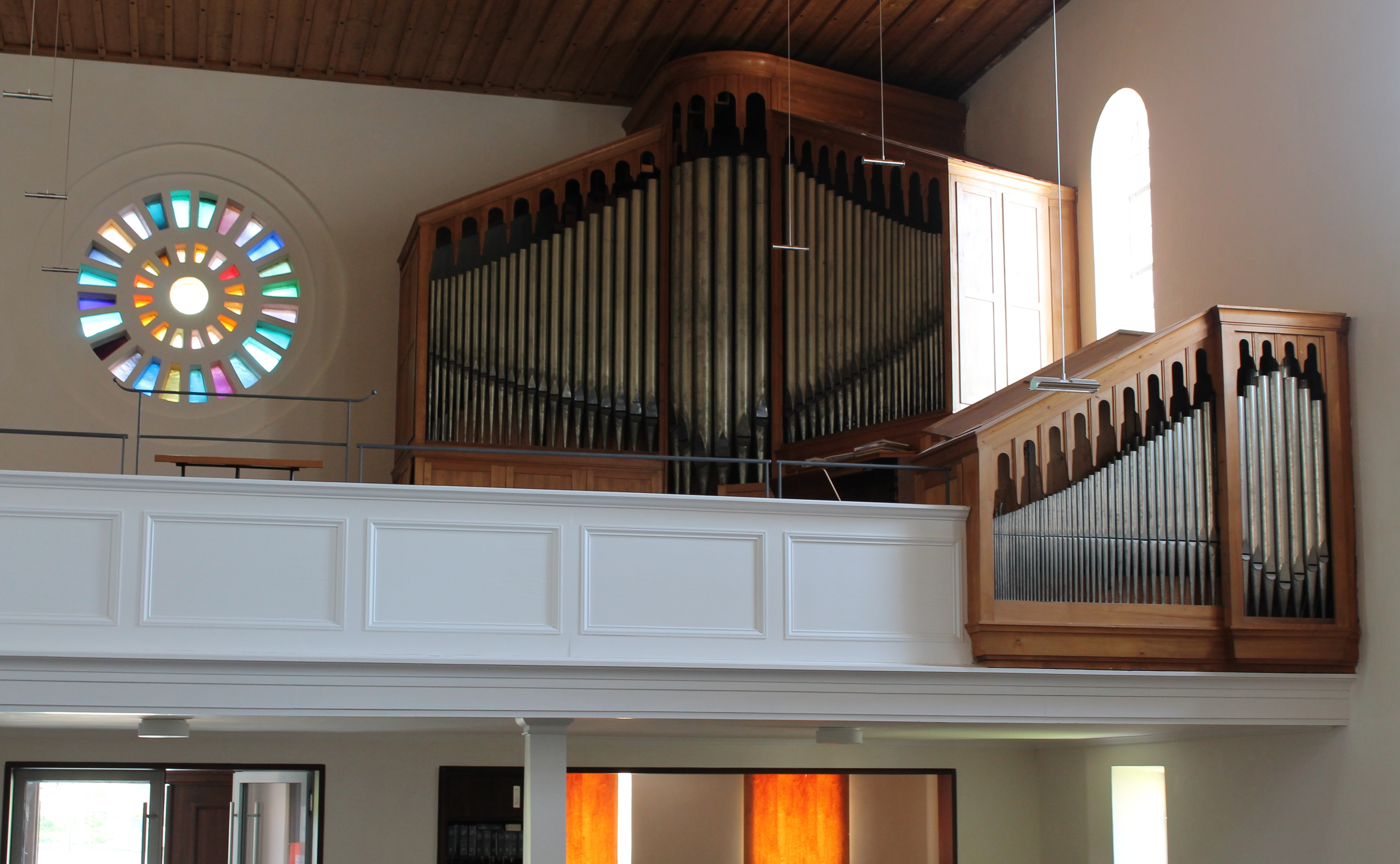
Die Ott-Orgel der Freisinger Himmelfahrtskirche (1953)

Nach dem Zweiten Weltkrieg setzte bald der Wiederaufbau ein. Viele Firmen, die bereits vor dem Krieg etabliert waren, konnten ihre Produktion wieder aufnehmen.
Dazu zählt neben G. F. Steinmeyer & Co. besonders die im Südwesten von Oberbayern stark vertretene schwäbische Firma Orgelbau Zeilhuber. Ihr bedeutendster Neubau war der der Orgel der Münchner Frauenkirche 1957.
In München war die Firma Carl Schuster & Sohn, schon seit den 1920er Jahren bestehend, prominent vertreten.
Zunächst baute sie vorwiegende Orgeln mit Kegellade und elektrischer Traktur, ab Mitte der 1960er Jahre auch mit Schleiflade. In München gibt es noch einige größere Instrumente dieser Firma.
Später umbenannt in Münchner Orgelbau wurde sie 1975 von Wilhelm Stöberl übernommen.
Damals wurden auch verstärkt die Ideen der Orgelbewegung wieder aufgegriffen.
Besonders engagierten sich hierfür Rudolf Quoika und Walter Supper.
Guido Nenninger versuchte diese Ideen sowohl bei Neu- als auch Umbauten umzusetzen. „Heute bemüht man sich, alte Orgeln wieder in den Originalzustand zu versetzen, ein Beginnen, das meist gelingt. Das schönste Beispiel bieten die Werke in Diessen am Ammersee und in Schlehdorf, beide von Guido Nenninger, München, betreut (1960, 1963).“
Viele Nenninger-Orgeln sind jedoch bereits ersetzt worden, weil sie mit ihren neobarocken Dispositionen als nicht mehr zeitgemäß empfunden wurden.
Ein Musterbeispiel einer nach den Ideen der Orgelbewegung gebauten Orgel ist die 1953 von Paul Ott erbaute der Himmelfahrtskirche in Freising.
Auch für die Markuskirche in München wurde auf Initiative von Karl Richter 1967 eine neue Chor-Orgel von Paul Ott gebaut.
Für die Ludwigskirche wurde von Rudolf von Beckerath Orgelbau 1960 eine der bis dahin größten Münchener Kirchenorgeln gebaut. Als besonders typisch „barock“ wurden die Flügel, wie es sie auch bei der Domorgel in Freising oder Wallfahrtskirche Mariä Heimsuchung in Ilgen gibt, angesehen.

#### Zweites Vatikanisches Konzil

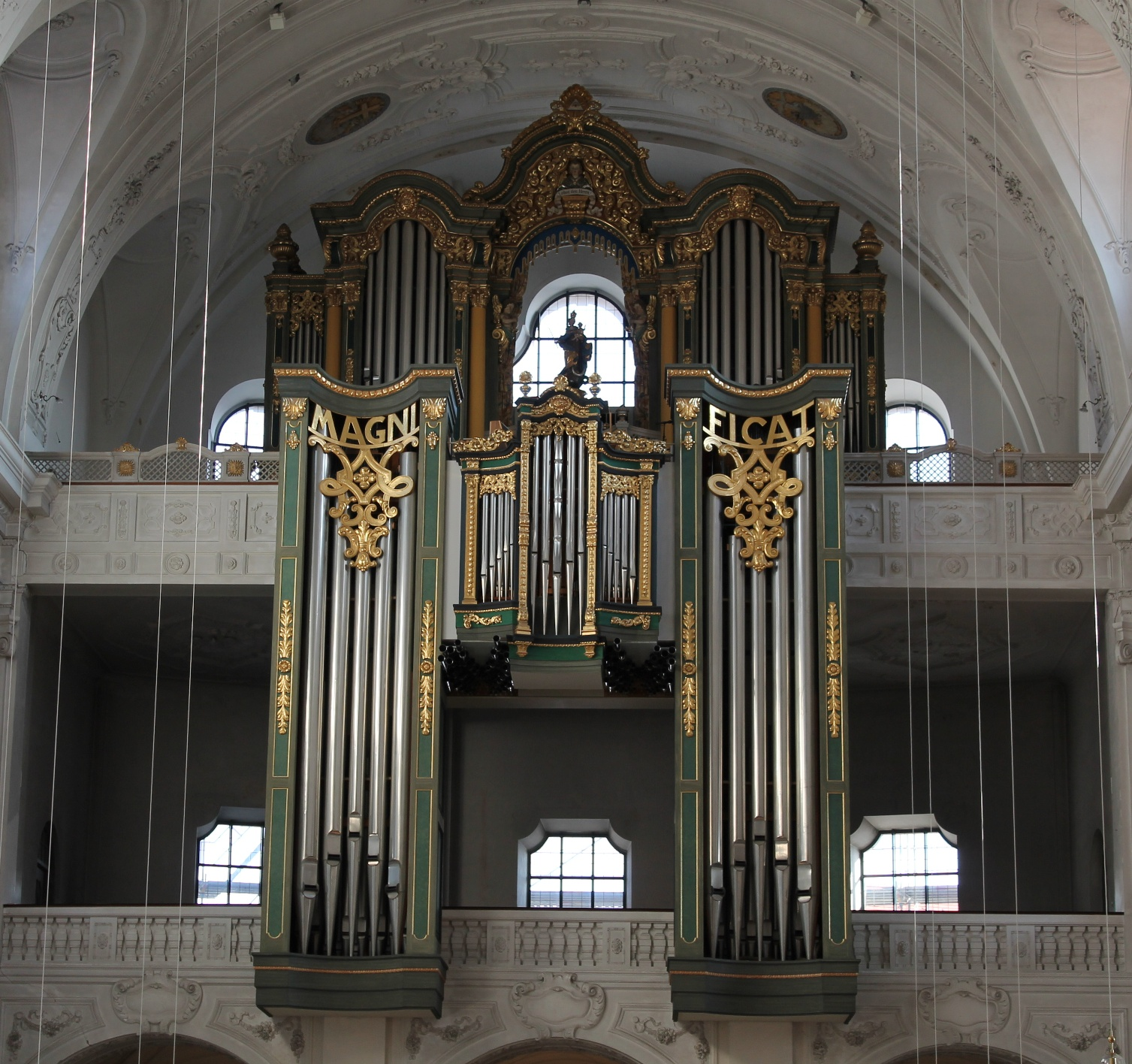
Die Schmid-Orgel von 1976 der Basilika St. Anna in Altötting

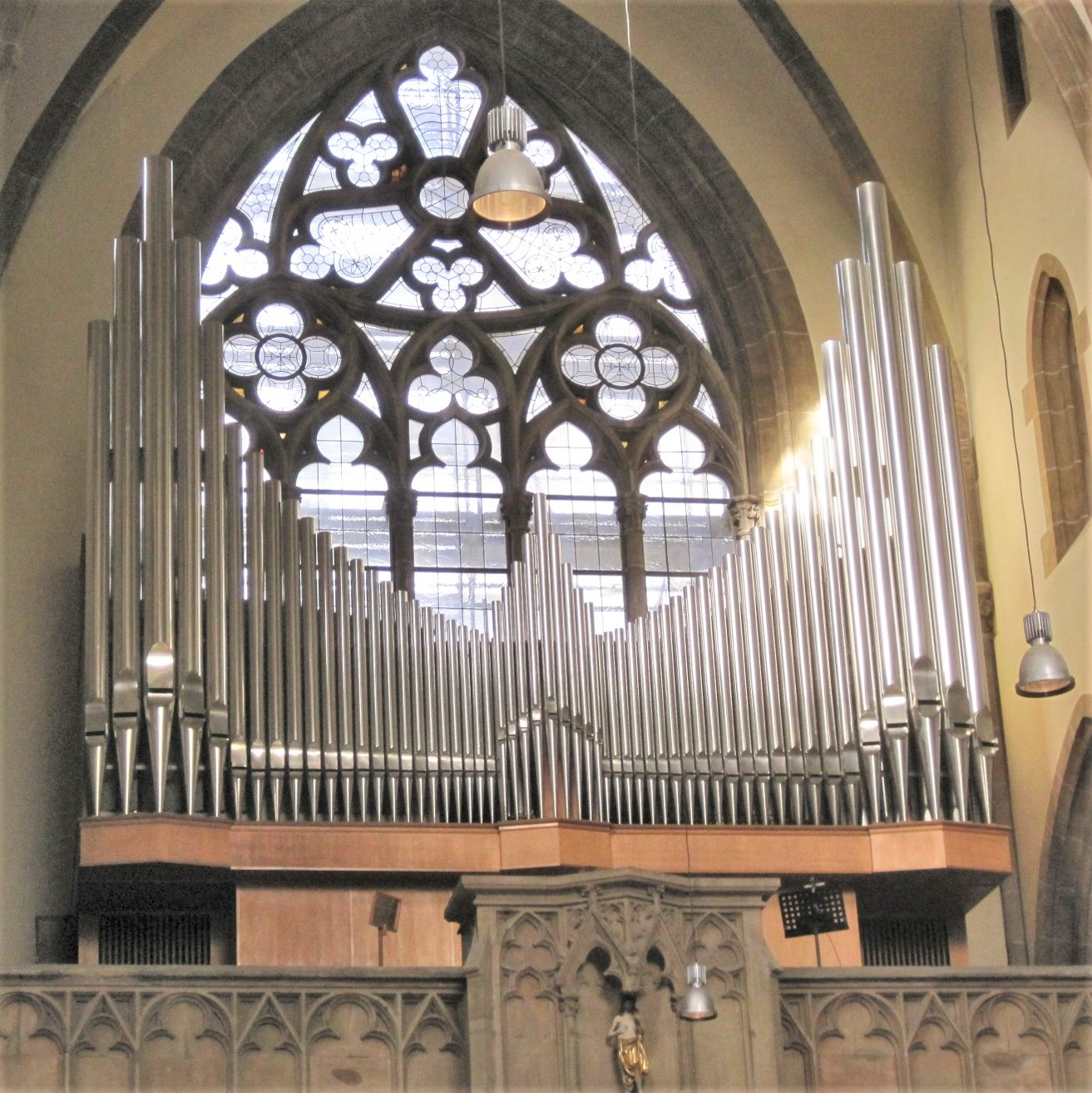
Die Stöberl-Orgel der Münchner Paulskirche (1977)

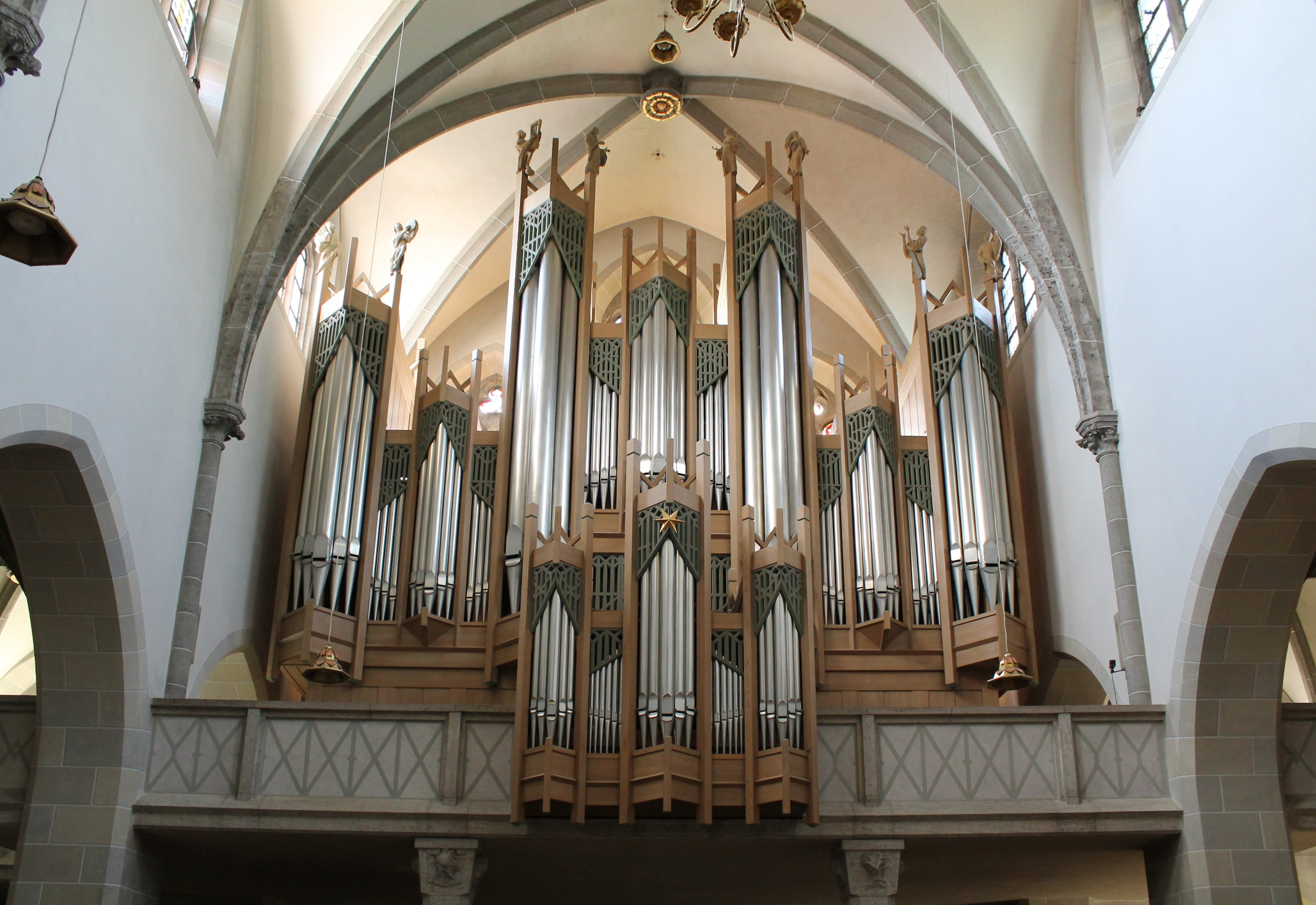
Die Sandtner-Orgel der Erzabtei Sankt Ottilien (1994)

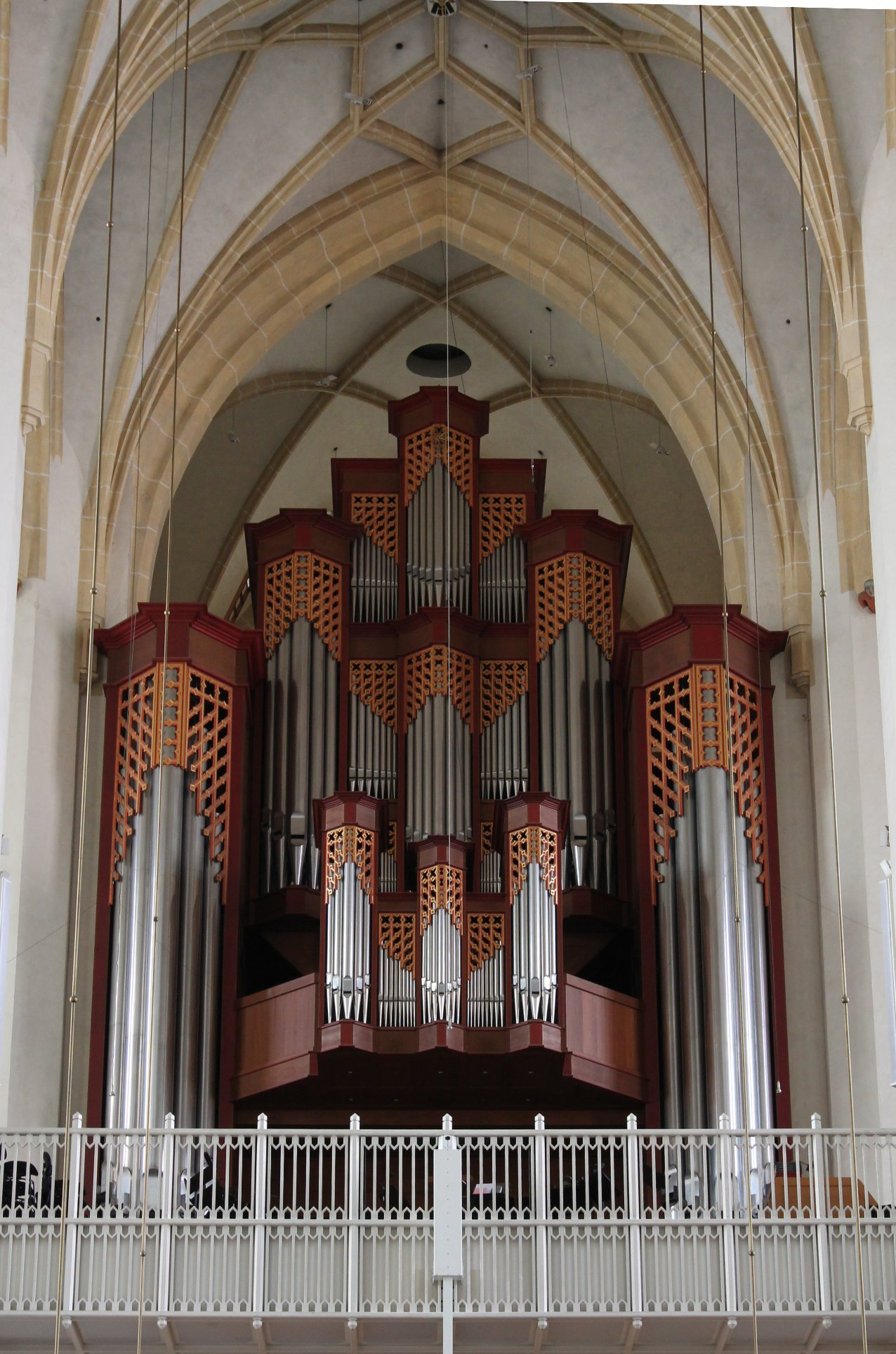
Die Hauptorgel der Münchner Frauenkirche von Georg Jann (1994)

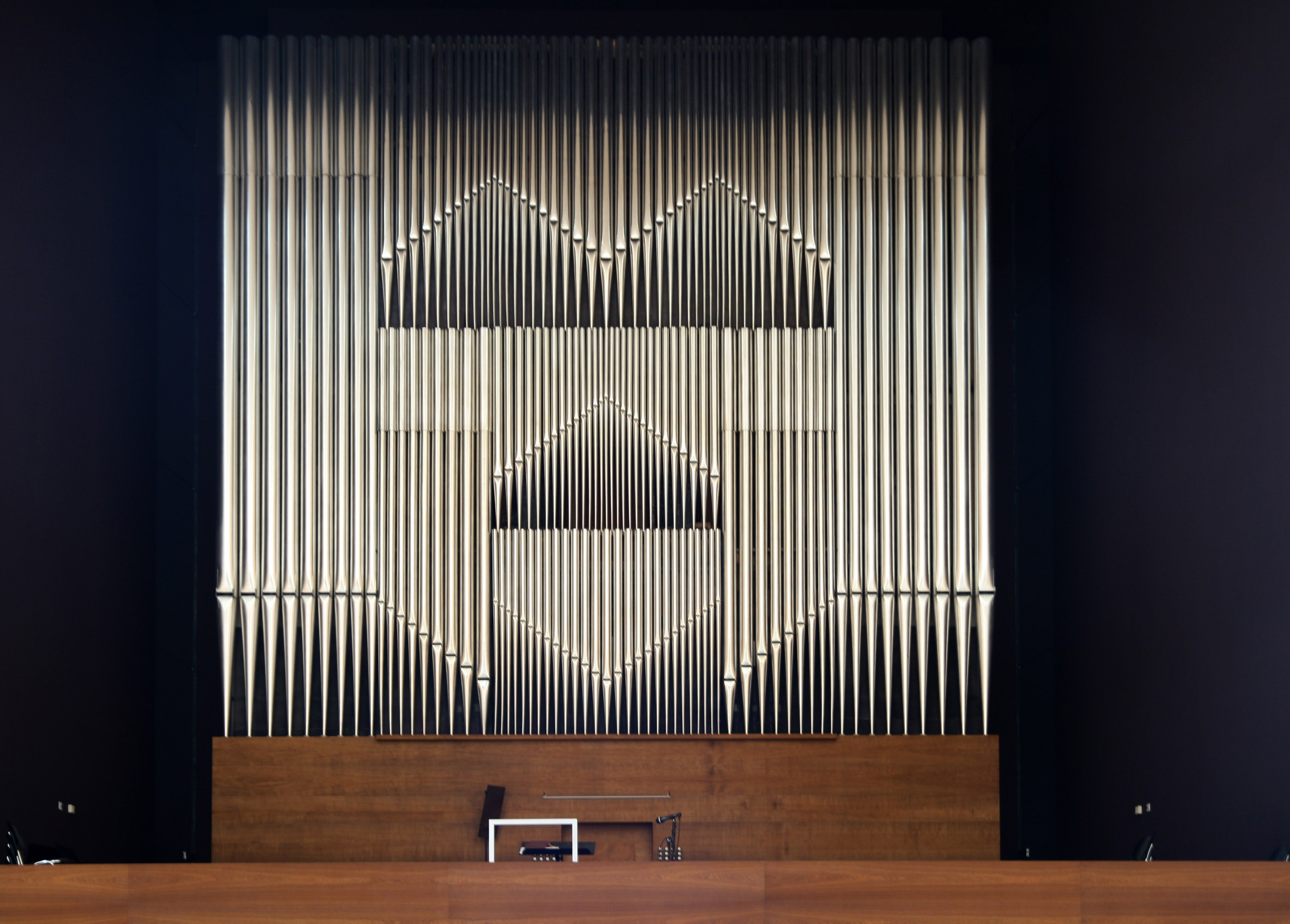
Die Woehl-Orgel der Münchner Herz-Jesu-Kirche (2003)

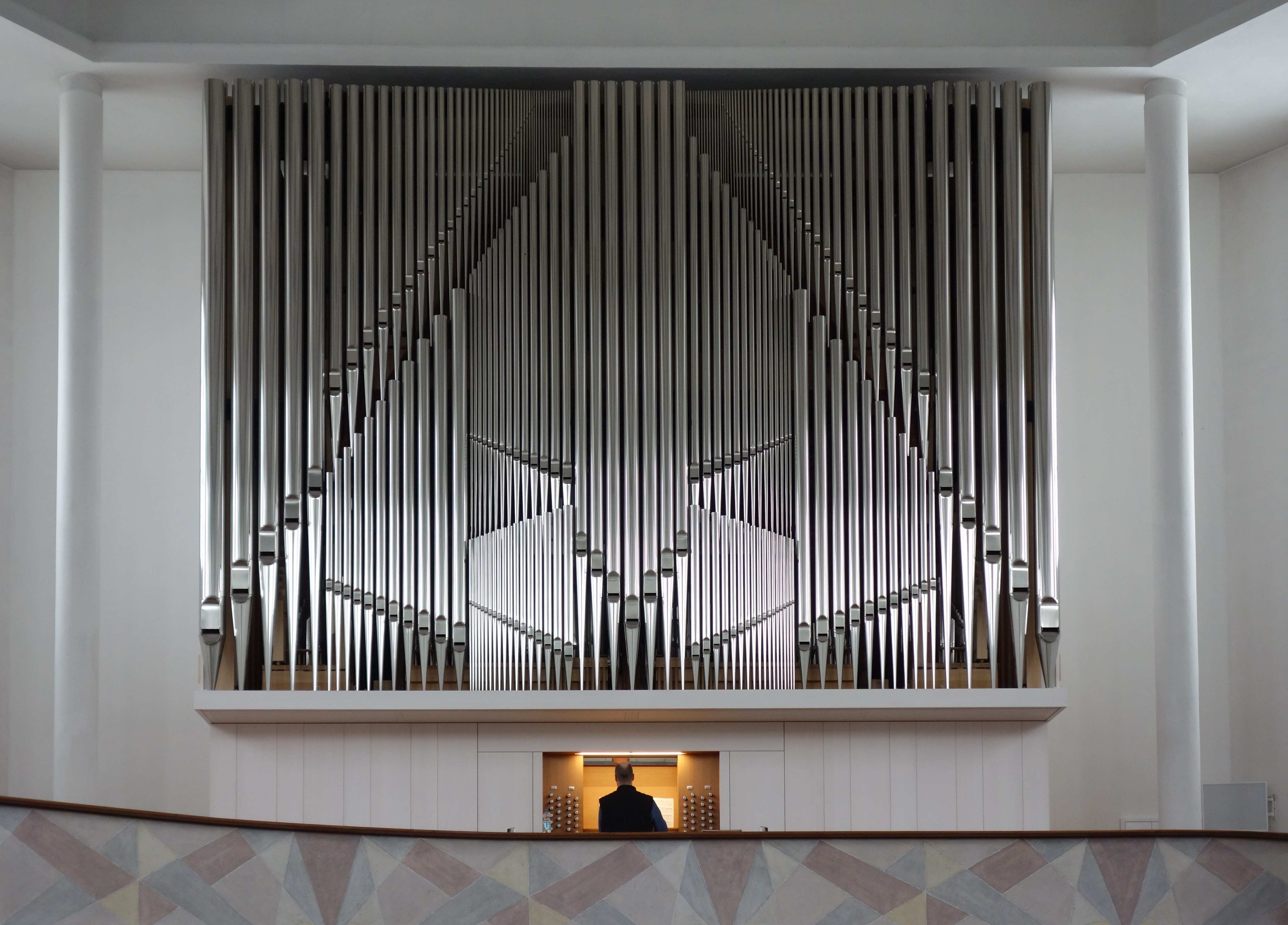
Die Kaps-Orgel der Pfarrkirche Mariä Himmelfahrt in Dachau (2015)

Im Zweiten Vatikanischen Konzil wurde in der Konstitution Sacrosanctum Concilium die Bedeutung der Pflege der Kirchenorgelmusik betont. In der Folge kam es zu einem regelrechten Orgelneubau-Boom, der Mitte der 1980er Jahre seinen Höhepunkt erreichte. Hinzu kam, dass Nachkriegsorgeln ersetzt wurden.
Großen Anteil an den zahlreichen Neubauten hatte dabei Orgelbau Sandtner. Eine der größten von Sandtner gebauten Orgeln ist die Domorgel im Dom zu Eichstätt (1975), weitere große Instrumente stehen in der Musikhochschule München (1974) und in der Erzabtei Sankt Ottilien (1994).
Gerhard Schmid baute Orgeln in Oberbayern, die zu den größten zählen: Mariahilfkirche in München (1975), Altötting (1976), Neuötting (1980), Landsberg am Lech (1983). Trotz ihrer Größe haben sie mechanische Spieltrakturen.
Ein Schüler von Gerhard Schmid ist Dieter Schingnitz, der sich 1979 selbständig machte und Neubauten in Oberbayern realisierte.
Vorwiegend im Osten von Oberbayern baute Anton Staller, der seine Werkstatt in Grafing bei München hatte.
Aus dem Zusammenschluss dreier Orgelbauer entstand 1969 die Firma WRK Orgelbau.
Ein junges Orgelbauunternehmen in den 1990er Jahren war Riegner & Friedrich, das meist kleinere Instrumente baute. Ihr größtes befindet sich in der Pfarrkirche Heilige Familie in München. Nach dem frühen Tod von Günter Riegner kam der Betrieb jedoch bald zum Erliegen.
Im Jahr 1994 stellte Georg Jann die neue Orgel der Münchner Frauenkirche fertig, die ein Vorgängerinstrument von Orgelbau Zeilhuber ersetzt. Sie ist in der Anordnung am Konzept der Stralsunder Stellwagen-Orgel ausgerichtet, hat aber auch mit einem Schwellwerk mit 23 Registern und einem Chamadwerk symphonischen Charakter. Den Betrieb von Georg Jann übernahm 1995 sein Sohn Thomas Jann, von dem es auch mehrere Orgeln in Oberbayern gibt.
Johannes Führer übernahm 1994 die Firma Münchner Orgelbau von Wilhelm Stöberl. Seitdem wurden sowohl Neubauten, als auch Restaurierungen durchgeführt, z. B. der Orgel in Schlehdorf im Jahr 2000 und der Teil-Neubau der Orgel im Kloster Rott 2012. 2004 transferierte er die Keates-Orgel von 1907 nach St. Wolfgang.
Eine überregionale Tätigkeit für Restaurierungen entfaltete Alois Linder. Im Jahr 2018 restaurierte er eines der ältesten spielbaren Orgelinstrument Oberbayerns, das 1668 sp. von Mathias Rotenburger geschaffen worden war und in der St. Marien-Kirche auf Herrenchiemsee steht, und das Hans-Vogel-Positiv, das 1669 für den Altar der Corpus-Christi-Bruderschaft in der Traunsteiner Pfarrkirche bestimmt war und nun in Ettendorf gespielt wird.
Regional bekannte Orgelbauer sind auch Hubertus von Kerssenbrock, Christoph Kaps und Frenger & Eder.
Größere Neubauaufträge wurden auch an überregional tätige Firmen vergeben, wie Klais, Orgelbau Vleugels, Rensch Orgelbau, Hermann Eule Orgelbau Bautzen, Karl Schuke Berliner Orgelbauwerkstatt, Hartwig Späth, Claudius Winterhalter oder Gerald Woehl.
Es sind auch ausländische Firmen vertreten, wie Orgelbau Kuhn, Orgelbau Mathis oder Rieger Orgelbau.

#### Experimentelle Klangkonzepte
Völlig neue klangliche Möglichkeiten wurden bei der Harder-Völkmann-Orgel verwirklicht. Zu den 53 klassischen Registern wurden „Register“ wie Akkordeon, Klavier, Glockenspiel und Marimba hinzugefügt. Die elektrisch oder elektropneumatisch traktierten Elemente der Orgel sind über einem Datenbus mit dem Spieltisch verbunden. 

## Sammlungen

### Deutsches Museum

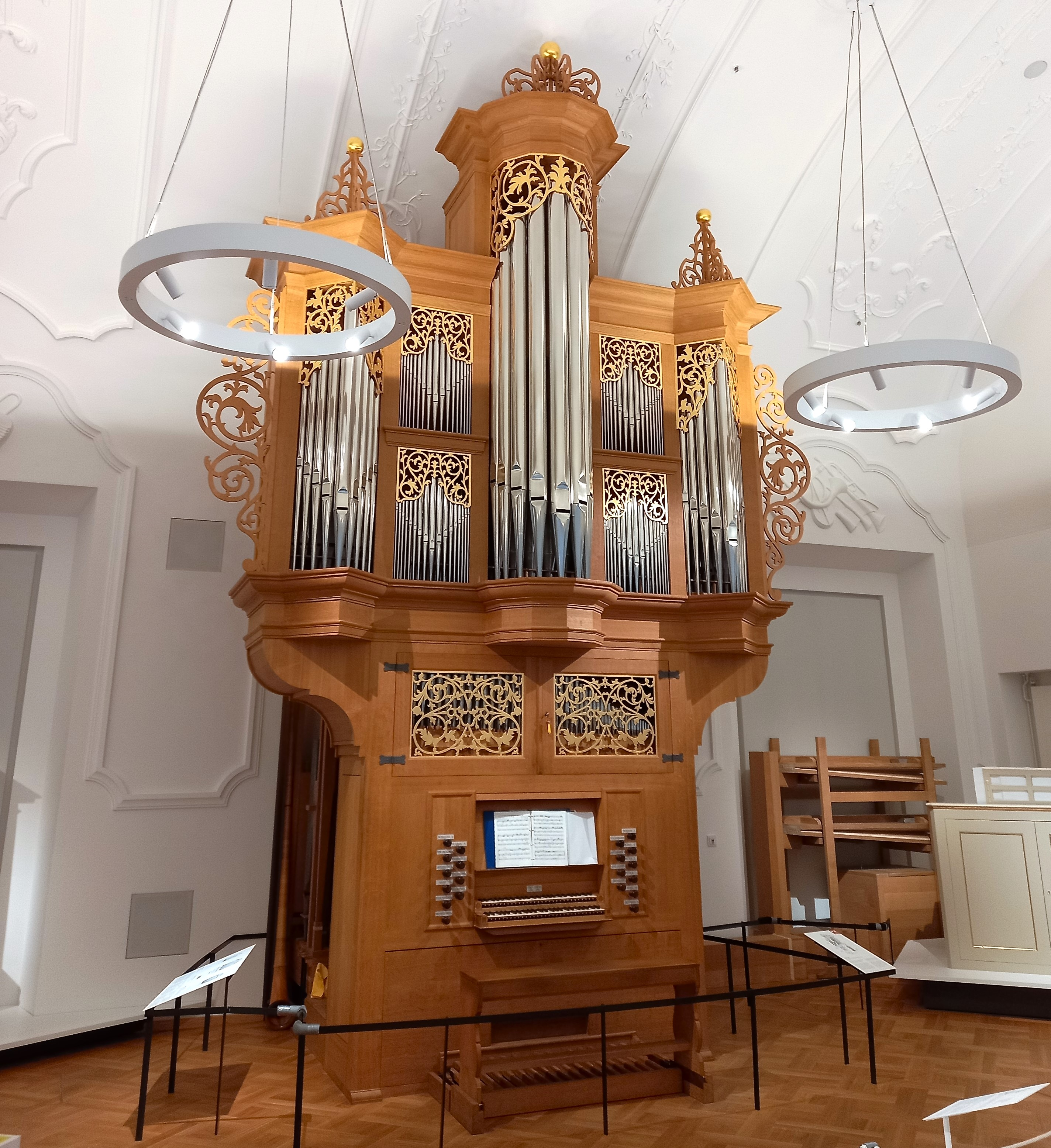
Die Ahrend-Orgel im Deutschen Museum

In der Musiksammlung des Deutschen Museums sind einige historische Orgeln ausgestellt. Besonders bedeutsam ist die alte Orgel der Wallfahrtskirche Maria Thalkirchen. Sie kam 1908 ins Museum, weil sie einem Neubau weichen musste. Sie wurde 1630 vermutlich von Hans Lechner gebaut mit 10 Registern auf einem Manual und Pedal.
Zur Vorführung barocker Orgelmusik gibt es eine zweimanualige Orgel mit 17 Registern im norddeutsch-barocken Stil, die Jürgen Ahrend 1995 gebaut hat.

### Orgelzentrum Valley
Um alte, vorwiegend aus der Mode gekommene „romantische“ Orgeln vor der Verschrottung zu bewahren, begann 1983 Sixtus Lampl sie im Orgelzentrum Valley zu sammeln. Inzwischen ist es mit 60 Orgeln die größte Sammlung ihrer Art weltweit und umfasst Orgeln aus allen Zeitepochen. Bei regelmäßig stattfindenden Führungen und Konzerten werden Orgeln unterschiedlicher Bauart vorgeführt.

## Dokumentation
In den 1970er Jahren begann Georg Brenninger als erster, das „unbekannte Orgelland“ Südbayern zu erforschen und zu inventarisieren.
Eine Zusammenfassung seiner Ergebnisse ist das Standardwerk Orgeln in Altbayern.
Die Gesellschaft für Bayerische Musikgeschichte (Hrsg.: M. Bernhard) hat eine Orgeldatenbank Bayern herausgegeben. Die Version 5 von 2009 umfasst 42.000 Datensätze und rund 10.000 Dispositionen.

## Veranstaltungen
- Münchner Orgelherbst: Internationales Orgelfestival in St. Michael
- Münchner Orgelsommer: Internationales Orgelfestival zwischen Juli und September in den evangelischen Innenstadtkirchen Münchens
- Musik in der Klosterkirche Fürstenfeld

## Tonträger (Auswahl)
- Johannes Brahms - Complete Organ Works. cpo, 777 384-2, 2008 (Anne Horsch in St. Rupert, München)
- An Organ Treasure - The Munich Odeon Organ. OehmsClassics, OC 622, 2007, (Andreas Götz in St. Rupert, München)
- Sternstunden barocker Orgelkunst. Motette, CD 10791, 2004 (Roland Muhr in der Klosterkirche Fürstenfeld)
- Reger & Rheinberger. querstand, VKJK 1302, 2013 (Peter Kofler in St. Michael, München)
- Spätromantische Orgelraritäten. ifo, IFO 00120, 2005 (Hans Leitner im Liebfrauendom München)
- Die Barock-Orgel der Basilika Benediktbeuern. audite, 95.441, 1995 (Klemens Schnorr in der Basilika Benediktbeuern)